# Château de Pierrefonds
Pour les articles homonymes, voir Pierrefonds.
 (octobre 2013).
Si vous disposez d'ouvrages ou d'articles de référence ou si vous connaissez des sites web de qualité traitant du thème abordé ici, merci de compléter l'article en donnant les références utiles à sa vérifiabilité et en les liant à la section « Notes et références ».
Le château de Pierrefonds est un imposant château fort construit à la fin du XIVe siècle, qui se dresse sur la commune française de Pierrefonds, dans le département de l'Oise, en région des Hauts-de-France, à la lisière sud-est de la forêt de Compiègne, au nord de Paris.
Le château de Pierrefonds présente la plupart des caractéristiques de l'ouvrage défensif du Moyen Âge, en fait une interprétation du style troubadour du XIXe siècle, très en vogue au Second Empire dans les classes aisées. Il fut reconstruit à cette époque pour Napoléon III par Viollet-le-Duc, qui y entreprit également d'importants travaux de création de décoration et de mobilier.
Le château fait l’objet d’un classement au titre des monuments historiques par la liste de 1862. Il est géré par le Centre des monuments nationaux.

## Historique

### Origine
Au XIIe siècle, un château s'élevait déjà sur le site, construit par le puissant lignage des Nivelon, seigneurs de Pierrefonds, originaires de Quierzy. Il n'en reste que des caves situées sous le logis du XIe siècle. Ce château passe à la fin du XIIe siècle au roi Philippe Auguste, et demeure ensuite dans le domaine royal.

### Le château de Louis d'Orléans (1396-1407)

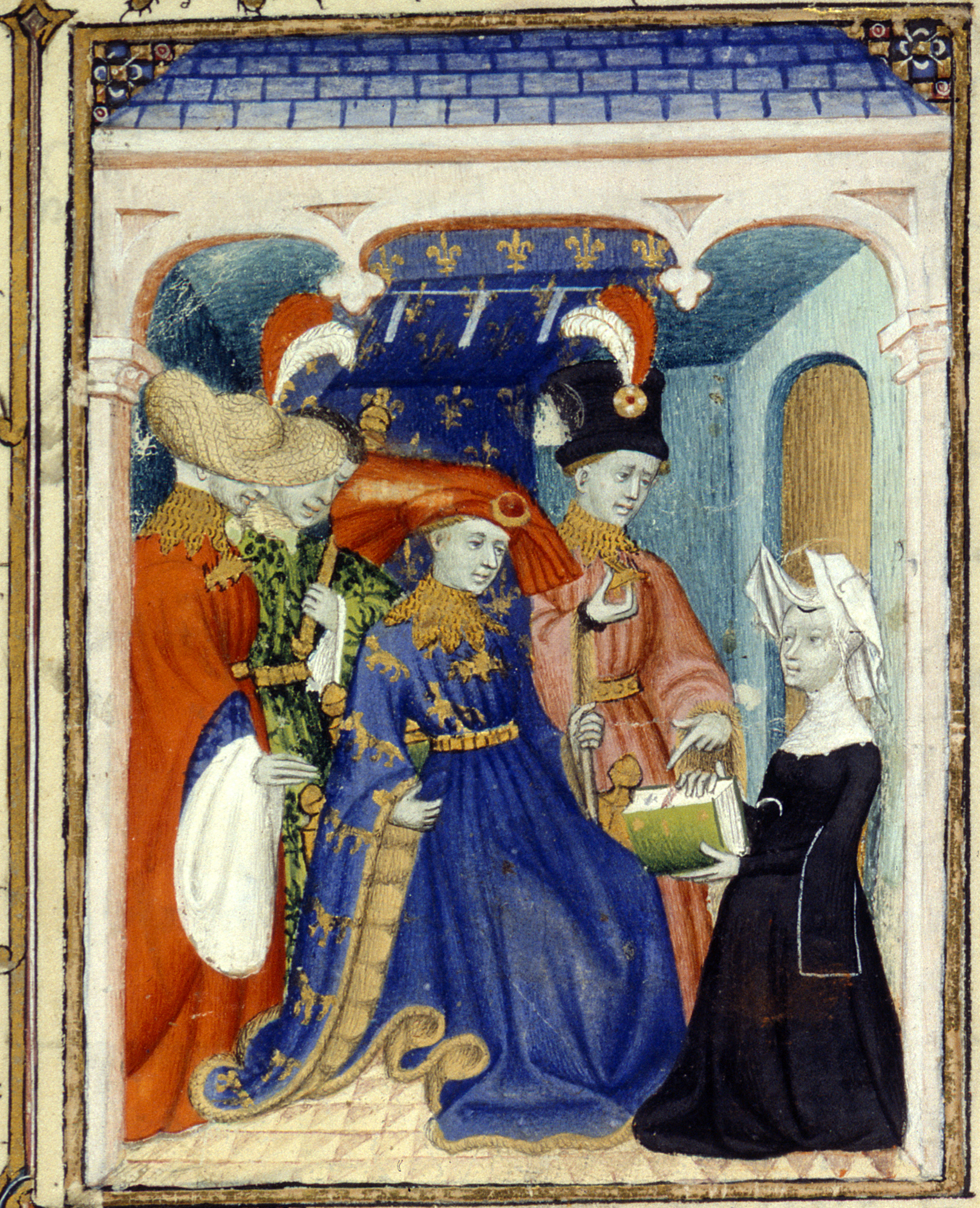
Louis d'Orléans (1372-1407) rencontre Christine de Pisan.

En 1392, Louis d'Orléans reçoit en apanage le comté de Valois, plusieurs châtellenies, dont Pierrefonds. En 1396, Louis d'Orléans entreprend la reconstruction quasi totale du château. L'architecte n'en est pas connu, bien qu'on puisse sans doute attribuer l'édifice à Raymond du Temple. Le chantier fut dirigé par le maître des œuvres du bailliage de Senlis, Jean Lenoir, et supervisé après la mort de Raymond du Temple par le maître général des œuvres du duché Jean Aubelet. En 1406, le roi érige le comté en duché-pairie, y incluant entre autres Pierrefonds. Les travaux s'interrompirent après l'assassinat du duc en 1407, alors que les logis bordant la cour ne comportaient encore que leurs deux niveaux gigantesques de caves, mais ils ne furent jamais achevés.
Le château commandant le passage entre la forêt de Compiègne et la forêt de Villers-Cotterêts est destiné à la surveillance des échanges entre les Flandres et la Bourgogne, deux domaines qui appartiennent à la famille des ducs de Bourgogne, rivaux des Orléans.
En 1411, les partisans du duc de Bourgogne, dirigés par le comte de Saint-Pol, réussissent à occuper le château au nom du roi de France Charles VI. Mais en 1412 le nouveau duc d'Orléans Charles, après sa paix avec le roi, rentre en possession de ses biens. Toutefois, Pierrefonds ne lui sera rendu par le comte de Saint-Pol qu'en 1413, celui-ci ayant pris soin d'en incendier les combles et les couvertures.

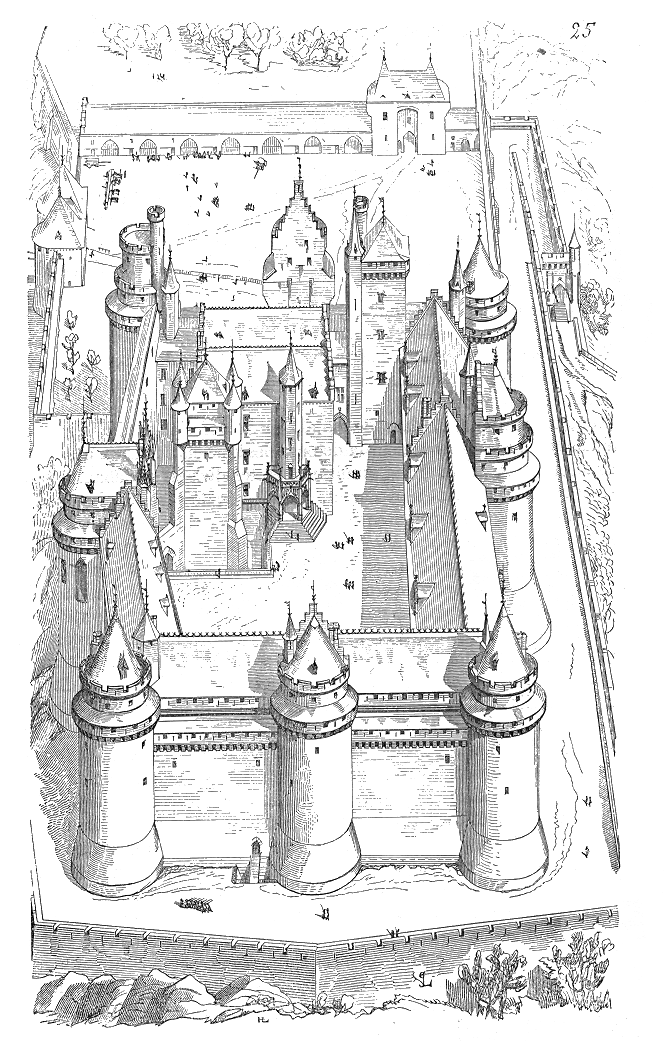
Vue cavalière depuis le nord du château de Pierrefonds.

En 1415, à la suite de la défaite de la bataille d'Azincourt, Charles est emmené en captivité en Angleterre ; il y restera vingt-cinq ans. Le capitaine de Pierrefonds, Nicolas Bosquiaux, résiste jusqu'en 1420, mais la rigueur de l'hiver et la disette qui sévit l'obligent à capituler face aux partisans de l'Angleterre. Cette place reste une base bourguignonne jusqu'aux environs de 1436, où elle est alors commandée par un Armagnac.
Charles d'Orléans ne revient en France qu'en 1440 mais se retire dans ses apanages de Touraine. Toutefois, il fait réparer le château. La forteresse échoit ensuite à son fils, le futur roi de France Louis XII.
Après son accession au trône, Louis XII donne en apanage le duché de Valois à son cousin François, son futur successeur. À partir de 1515, le duché de Valois reste réuni à la couronne jusqu'au règne de Louis XIII.

### Démantèlement du château parLouisXIII(1617)
En 1588 le château est occupé par un « seigneur de la guerre », le capitaine Rieux, partisan de la Ligue qui continue à lutter contre Henri de Navarre, devenu roi de France. Le capitaine Rieux repousse en 1591 deux tentatives de l'armée royale. En 1594 Rieux est capturé et pendu. Un nouveau commandant entreprend des négociations pour rendre le château de Pierrefonds. Mais Antoine de Saint-Chamand, un autre ligueur, grâce à des complicités dans la place, prend le château et ne le livre que moyennant rançon à la fin de l'année 1594.
En 1595 le château est confié à Antoine d'Estrées, gouverneur de l'Île-de-France, et, surtout, le père de Gabrielle d'Estrées, la maîtresse d'Henri IV.
Le 10 août 1595 Henri de Saveulx (ou Saveux) prend le château pour le compte de Philippe II d'Espagne. Le château est alors occupé par sept à huit cents napolitains et wallons expédiés par les Pays-Bas espagnols. Mais, après avoir résisté à plusieurs attaques royalistes, Saveulx est fait prisonnier, et les napolitains vendent le château à Antoine d'Estrées.
Durant la période troublée de la Régence de Marie de Médicis et des débuts du règne de Louis XIII, le château est la propriété de François-Annibal d'Estrées, vicomte de Cœuvres, fils d'Antoine d'Estrées et membre du « parti des mécontents » mené par Henri II de Bourbon-Condé, prince de Condé, désireux de renforcer son pouvoir au détriment de celui du roi de France.
Le château est assiégé et pris en 1617 par les troupes du gouverneur de Compiègne, le comte d'Auvergne, envoyées par Richelieu, secrétaire d'État à la Guerre, à la suite de bombardements qui ont créé une faille en un point faible de la forteresse, près de la porte, permettant ainsi aux troupes royalistes d'entrer dans le château. En mai 1617 le conseil du roi Louis XIII décide de démolir le château. Son démantèlement est entrepris par le comte d'Angoulême. On fait sauter les grosses tours par la mine, les logements sont détruits, les planchers et charpentes sont brûlés. Les ouvrages extérieurs sont rasés, les toitures détruites et des saignées sont pratiquées par la sape dans les tours et les courtines nord.

### La redécouverte de Pierrefonds

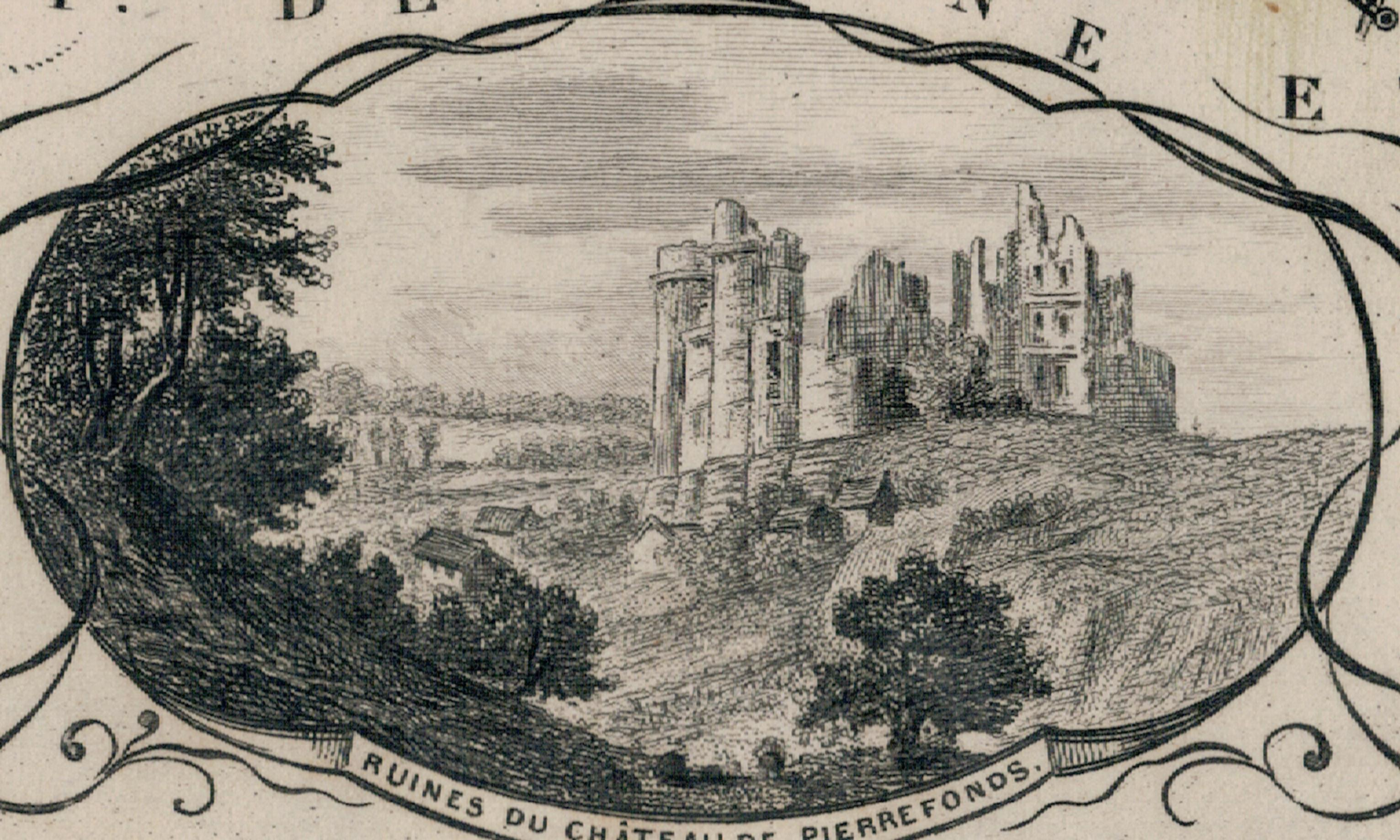
Ancienne gravure du XIXe siècle représentant le château en ruine.

Au cours du XVIIIe siècle le château, abandonné, attire quelques rares visiteurs. En 1798 il est vendu comme bien national pour 8 100 francs. Napoléon Ier le rachète en 1813 pour 2 700 francs et le fait rentrer dans les dépendances de la forêt de Compiègne.
Au cours du XIXe siècle l'engouement pour le patrimoine architectural du Moyen Âge le fait devenir une « ruine romantique » : en août 1832 Louis-Philippe y offre un banquet à l'occasion du mariage de sa fille Louise avec Léopold de Saxe-Cobourg Gotha, premier roi des Belges.
Comme d'autres artistes, Jacques Auguste Regnier peint une Vue du Château de Pierrefonds en ruine en 1829, qui est conservée au Musée de l'Oise à Beauvais. Corot représente les ruines à plusieurs reprises entre 1834 et 1866.

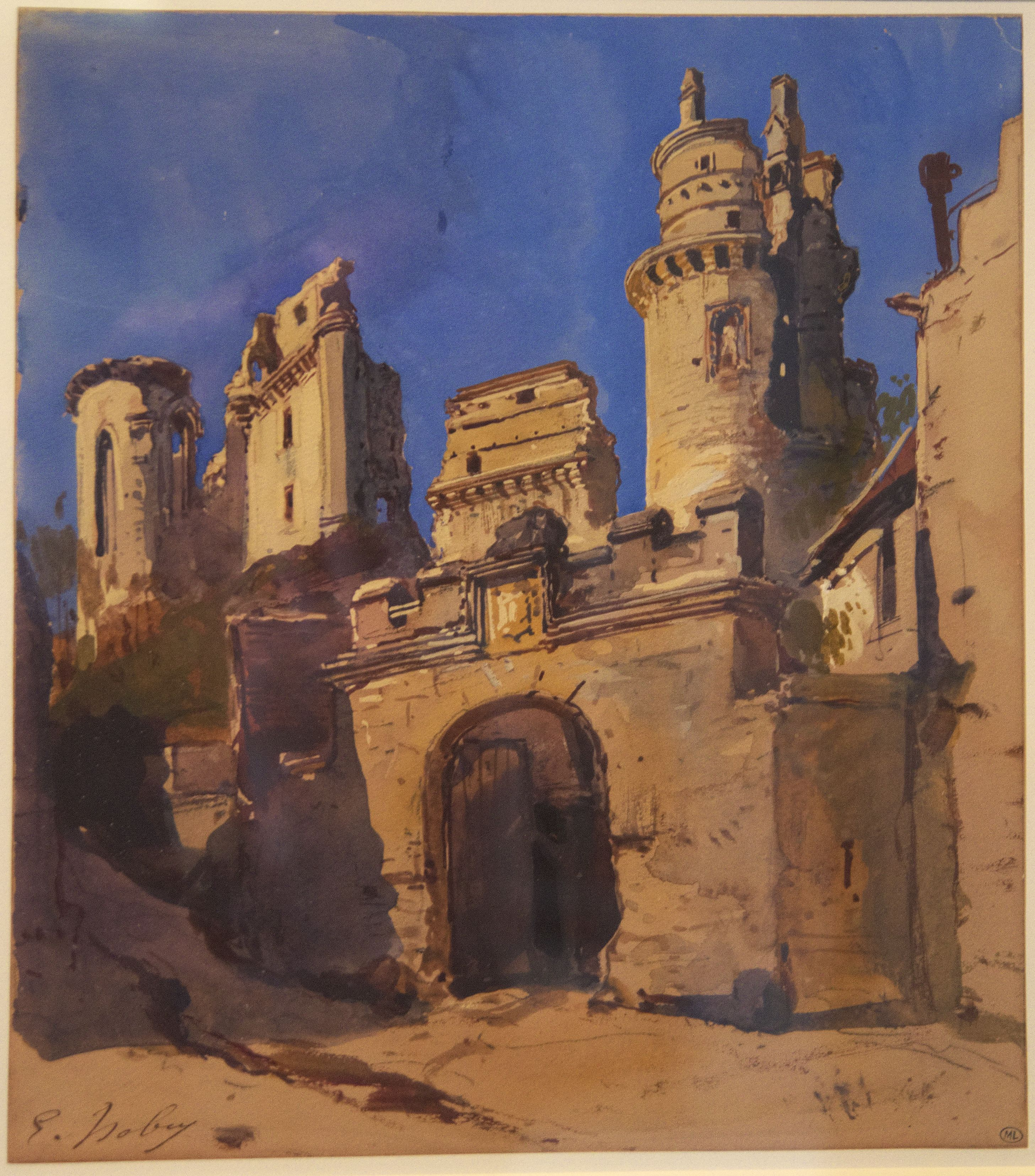
Eugène Isabey, Château de Pierrefonds en ruine.
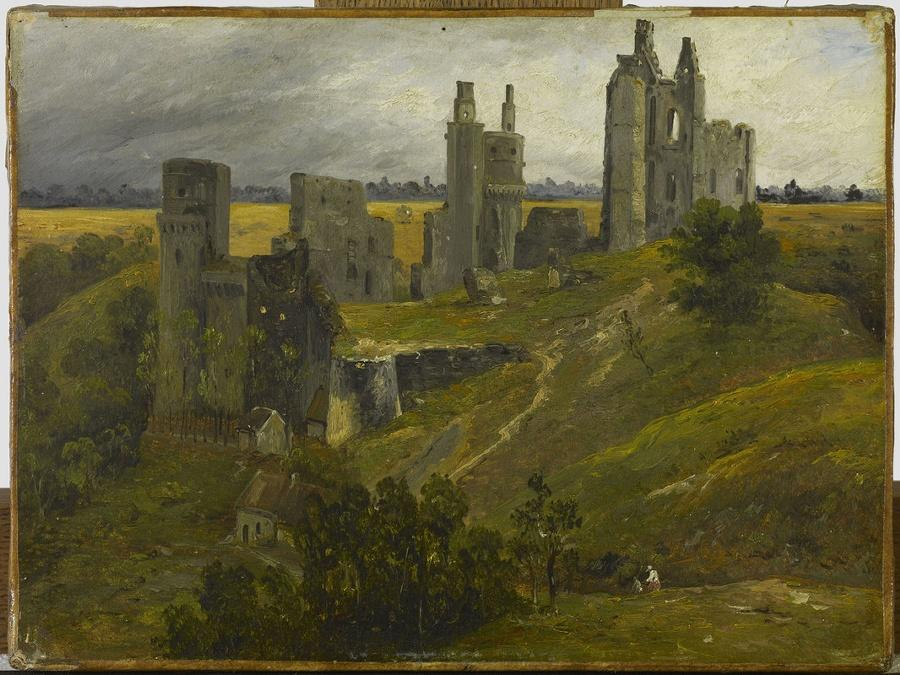
Jacques Auguste Regnier, Vue du Château de Pierrefonds en ruine.
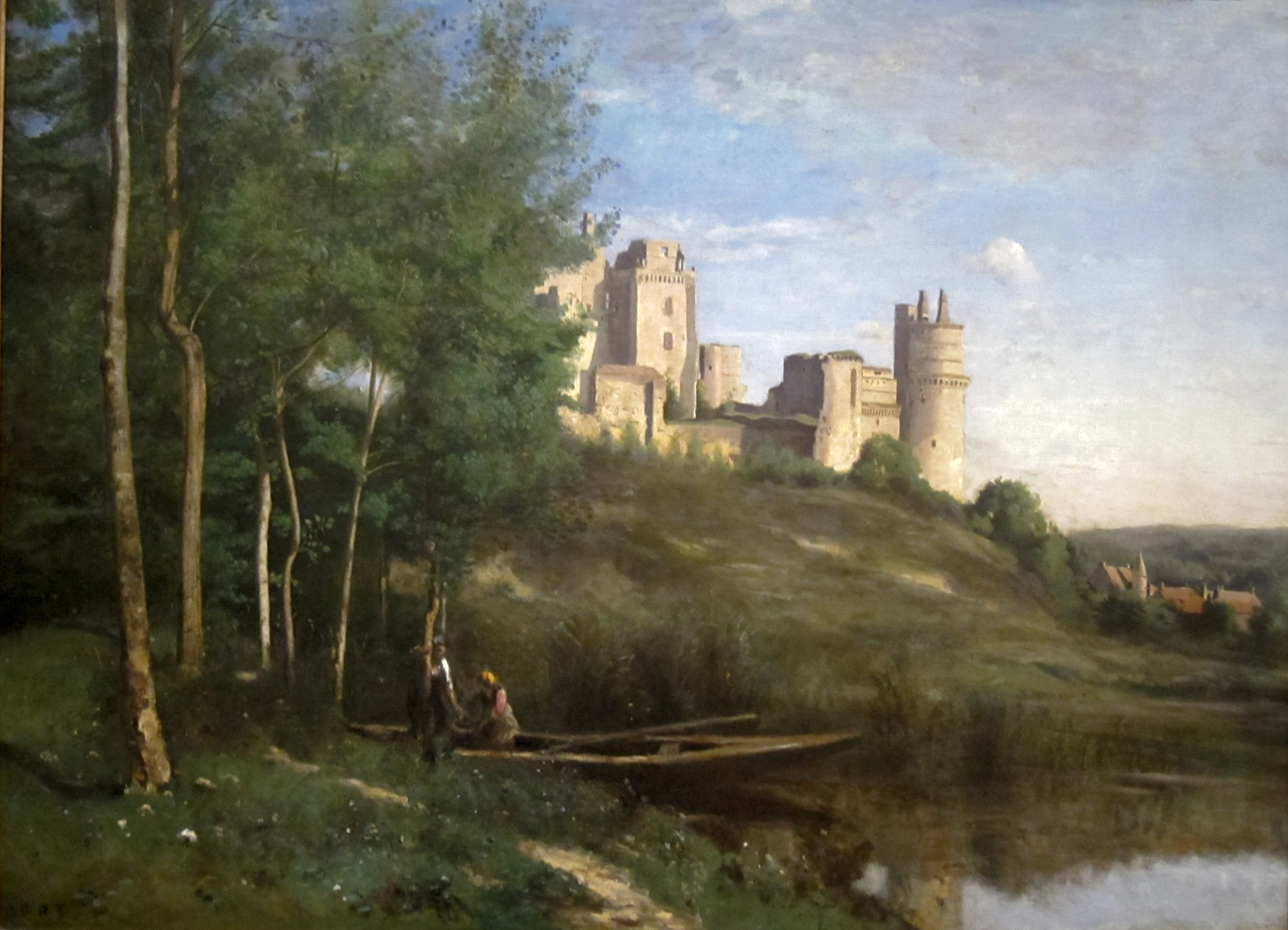
Camille Corot, Ruines du château de Pierrefonds (1866-1867).
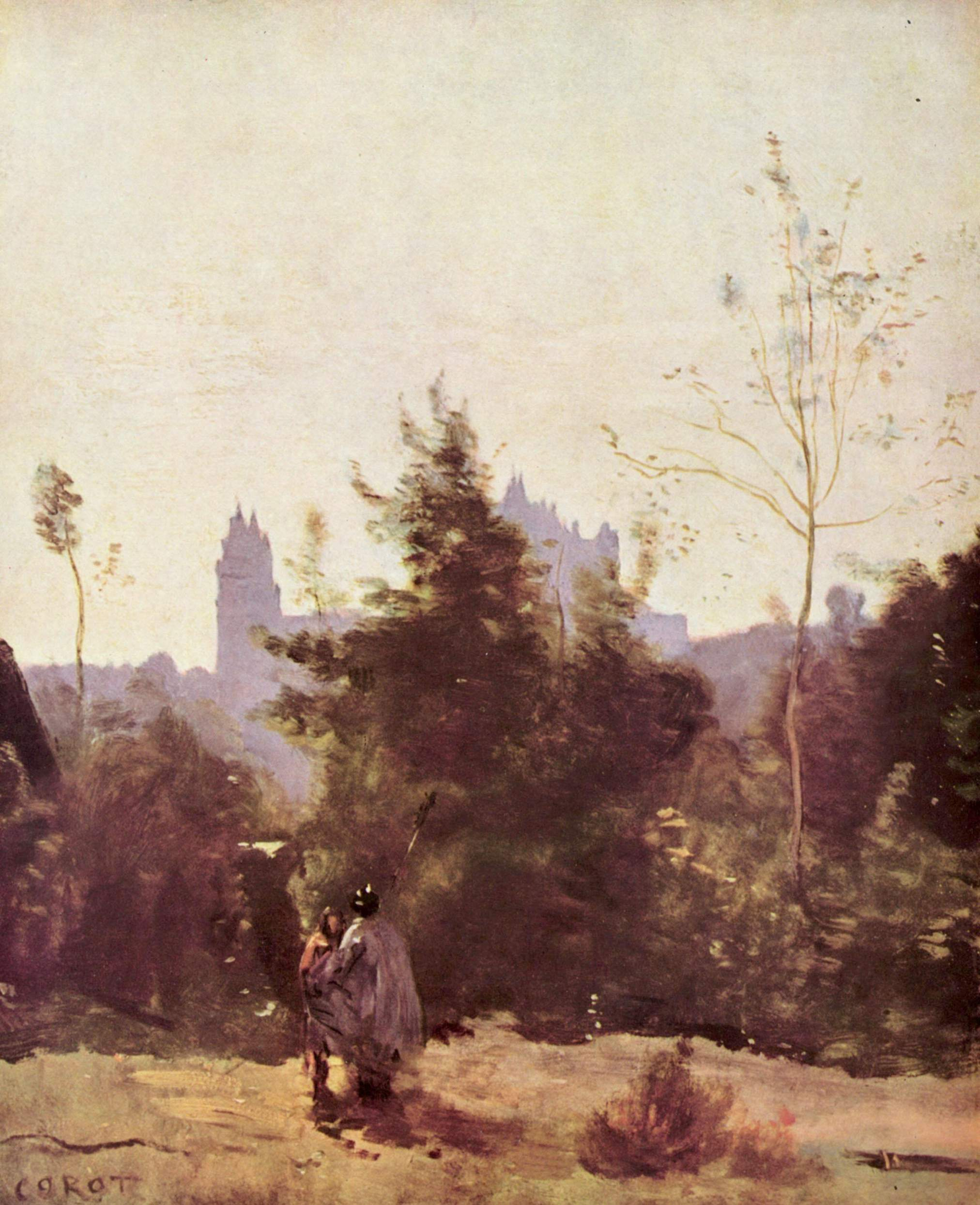
Camille Corot, Souvenirs de Pierrefonds (1860-1861).

### La réinvention du château

#### Au-delà d'une simple restauration
Le prince-président Louis-Napoléon Bonaparte visite le château en 1850. Devenu l'empereur Napoléon III, il demande — sur les conseils de Prosper Mérimée — à l'architecte Eugène Viollet-le-Duc d'entreprendre la restauration de l'édifice en 1857. Une anecdote raconte que l'empereur hésitait entre la restauration du château de Pierrefonds et celle du château de Lavardin dans le Loir-et-Cher ; l'impératrice Eugénie lui aurait proposé un tirage au sort, dont sortit le nom de Pierrefonds. Et pour cause : pour satisfaire sa préférence, elle aurait écrit ce nom sur les deux papiers du tirage.
Le chantier commence, en janvier 1858, tout d'abord pour rénover la tour Hector de cette ruine célèbre et visitée. Il n'est alors question que d'une simple remise en état des parties habitables (donjon et deux tours), les ruines « pittoresques » devant subsister pour le décor. En 1862, le projet prend de l'ampleur : le souverain désire cette fois-ci en faire une résidence impériale afin de recevoir et de faire admirer sa splendide collection d'armes et d'armures ; le château doit donc être entièrement reconstruit. Les travaux, qui auront coûté cinq millions de francs de l'époque (dont quatre millions ont été prélevés sur la liste civile de l'empereur), seront arrêtés en 1885, six ans après la mort de Viollet-le-Duc, après avoir été continués par son gendre Maurice Ouradou, puis Juste Lisch. Faute d'argent, la décoration des salles reste inachevée.
Viollet-le-Duc fait pour l'intérieur un travail d'invention et de recréation beaucoup plus que de restauration. Il imagine comment aurait dû être le château, sans se fonder sur l'histoire stricte de l'édifice. La cour intérieure, avec ses galeries Renaissance, tout autant que les peintures polychromes d'inspiration médiévale, témoigne de son éclectisme et de sa liberté d'interprétation.
On reconnaît par contre dans l'architecture extérieure son excellente connaissance de l'art castral du XIVe siècle. L'architecte s'offre cependant dans le parc et les fortifications un éventail éclectique des constructions défensives des autres époques. Il a laissé libre cours à une inspiration très personnelle, travail qui n'est pas sans rappeler celui effectué par l'architecte au château de Roquetaillade.
Si ses détracteurs lui ont reproché cette réinvention d'une architecture néo-médiévale, qui prenait de larges libertés avec la vérité archéologique, Viollet-le-Duc a fait montre dans cette reconstruction d'un exceptionnel sens de l'élévation et des volumes et d'une incontestable sensibilité au site[réf. nécessaire]. Il ne fit pas œuvre d'archéologue, mais de créateur. Il a imaginé des sculptures, des boiseries, un décor peint, des meubles, tout un ensemble qui annonce parfois plus l'Art nouveau des années 1900 que le retour au Moyen Âge. Il s'est attaché à concilier le respect des vestiges médiévaux et les impératifs de la vie de cour telle qu'on la concevait sous Napoléon III.

#### Des techniques modernes
À Pierrefonds, Eugène Viollet-le-Duc se voulait à la fois architecte et pédagogue. Son programme pédagogique est exprimé en 1853 : « Le château de Pierrefonds, rétabli en totalité, fera connaître cet art à la fois civil et militaire qui, de Charles V à Louis XI, était supérieur à tout ce que l’on faisait alors en Europe. ». L’œuvre de Pierrefonds se veut donc une "leçon" d’architecture.
La reconstruction du château a aussi pour objectif d'être un manifeste du répertoire décoratif architectural, directement issu des dessins d’Eugène Viollet-le-Duc, mais aussi de l’emploi de procédés constructifs les plus performants de son temps. Si l’apparence est médiévale, les procédés constructifs sont ceux du XIXe siècle.
Ainsi, la silhouette générale du château est rehaussée par de nombreux et variés accessoires de toitures qui sont modernes (lucarnes, crêtes de faîtage, épis, poinçons, girouettes et bannières).
L’usage du fer est généralisé, visible dans les combles pour les charpentes et dissimulé dans les planchers dont l’âme des poutres est renforcée de métal. Les couvertures d’ardoise sont posées au crochet. Les portails et le pont-levis sont entièrement métalliques.
Le confort moderne fait aussi son apparition avec l’installation d’un calorifère répartissant l’air chaud dans les salles par des boisseaux en fer et plâtre.

#### Chronologie du chantier
- décembre 1857 : Napoléon III approuve le projet de restauration du donjon proposé par Viollet-le-Duc.
- 1858 : travaux de fouilles. Les découvertes sont exposées au château.
- décembre 1858 : achèvement de la couverture de la tour Hector.
- décembre 1860 : achèvement de la couverture de la tour Godefroy de Bouillon et de la tour carrée du donjon.
- décembre 1861 : achèvement de la couverture du donjon.
- décembre 1864 : poursuite des travaux du donjon et achèvement de la tour de César.
- 1865 : achèvement du donjon, des tours Artus et Alexandre, de l'aile Ouest.
- décembre 1866 : achèvement du décor de la salle des Preuses.
- décembre 1867 : achèvement des tours Charlemagne et Josué. Création du vieux pont devant le châtelet.
- décembre 1868 : achèvement des maçonneries et des couvertures de la chapelle.
- septembre 1870 : achèvement de l'ensemble des couvertures. Cinq salles sont entièrement décorées.
- 1882 : achèvement des travaux de la façade de la chapelle.
- novembre 1885 : arrêt définitif des travaux[11]

## Description de l’extérieur du château
Bien que dans l'ensemble l'aspect extérieur du château ait été respecté, Viollet-le-Duc a tout de même apporté quelques modifications sur la partie Sud. En effet, afin de justifier l'emplacement du château qui est dominé de ce côté par un plateau, Viollet-le-Duc a prétendu qu'il existait entre le château et le plateau un profond fossé et trois retranchements pour canons, alors que l'artillerie n'a été utilisée qu'au XVIe siècle. Dans sa reconstitution, il a donc placé un fossé et plusieurs dispositifs extérieurs de défense (portes, chicanes, pont-levis, châtelets) qui n'ont aucune efficacité militaire, mais qui contribuent à l'aspect de décor théâtral.
Pour le reste, le château présente, comme sous Louis d'Orléans, cette forme de quadrilatère irrégulier de 65 × 85 m, flanqué de huit grosses tours portant chacune dans une niche la statue d'un preux. La façade principale est également ornée d'un bas-relief représentant l'Annonciation. Cela s'inscrit dans une transformation, qui émerge en ce début du XVe siècle, de la conception du château qui n'apparaît plus seulement comme un objet de défense mais aussi comme un lieu d'habitation.
Un des traits les plus caractéristiques du système de défense du château est d'être muni, au niveau des courtines et des tours, de deux chemins de ronde superposés. Le premier, chemin de ronde inférieur, est couvert d'un toit pour empêcher l'escalade au moyen d'échelles et repose sur des mâchicoulis. Les murs sont percés d'archères cruciformes permettant d'atteindre les assaillants qu'ils soient éloignés ou proches des murailles. Le chemin de ronde supérieur, avec ses créneaux et ses meurtrières, forme une seconde ligne de défense. L'originalité est que le crénelage se trouve de niveau avec celui des tours, ce qui permet une communication entre elles. Enfin, sur les deux grosses tours Charlemagne et Jules César, Viollet-le-Duc a rajouté un troisième étage de défense – que beaucoup de spécialistes contestent – constitué de hautes cheminées crénelées qui donne au château un aspect féerique.

### Les tours
Le château comporte huit tours dont chacune porte le nom d’un personnage issu des Neuf Preux.
Personnages nés dans un roman au début du XIVe siècle, les preux symbolisent toutes les vertus des chevaliers : bravoure, fidélité, honneur… Au nombre de neuf, ils sont issus de trois sources: l’Antiquité et les histoires juive et chrétienne. Ils sont tous des héros de l’histoire et de grands conquérants. Ainsi les preux de l’Antiquité sont Hector (roi de Troie), Alexandre (Alexandre le Grand, conquérant d’un empire allant de la Grèce jusqu’à l’Inde) et Jules César. Ceux représentant l’histoire juive : Josué (successeur de Moïse qui se bat contre les Infidèles), Judas Maccabée (s’est rendu maître de Jérusalem en combattant les Syriens) et David (vainqueur du géant Goliath). Enfin, trois rois chrétiens : Charlemagne (roi des Francs à la tête d’un empire s’étendant jusqu’à l’Allemagne actuelle), le roi Arthur ou Artus (célèbre pour son légendaire Camelot et son épée Excalibur) et Godefroy de Bouillon (héros de la première croisade au XIe siècle). Ces neuf personnages se retrouvent à Pierrefonds dans chacune des tours du mur d’enceinte mais aussi, dans leur version féminine, dans la plus grande salle d’apparat du château : la salle des preuses.
La tour Alexandre (dite tour de la torture) reprend l’architecture du XIVe siècle avec ses murs bruts. Au bas, dans les soubassements de la tour, se trouvent toujours les oubliettes datant de l’époque médiévale. Le preux non doté d'une tour (le roi David) a été symbolisé par la présence d'une étoile de David dans la rosace de la chapelle.
Pour leur permettre de résister aux tirs des bombardes, les tours placées face au plateau (tours Jules César et Charlemagne) ont des diamètres exceptionnels de 16 et 15,50 m avec une épaisseur des murs pouvant aller jusqu'à 4,50 m. Les autres tours ont des diamètres compris entre 10 et 12 m.
Les tours ont été reconstruites à partir des maçonneries anciennes. La présence d'un cachot dans la partie basse d'une tour est attesté.

### La cour d’honneur

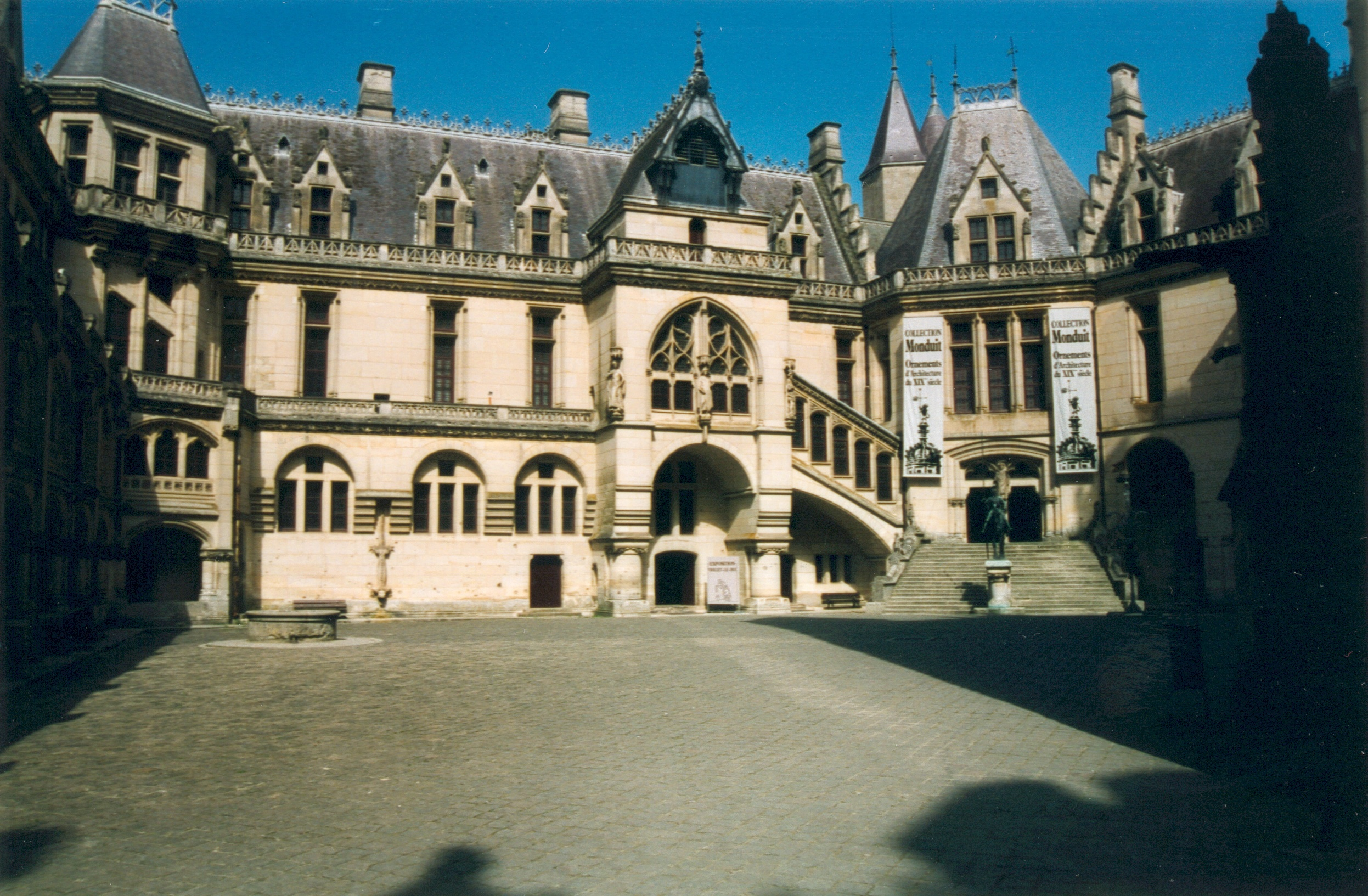
Cour intérieure.

La cour d'honneur distribue au sud-ouest, le donjon qui enferme les appartements impériaux ; au nord-ouest, le grand corps de logis qui abrite les salles d’apparat ; au nord-est, l’aile des cuisines avec les appartements des invités et au sud, la chapelle et la cour des provisions.
Les façades de style Renaissance qui donnent sur la cour sont toutes conçues comme des écrans ou des décors de théâtre dont le dessin est destiné à l’agrément du visiteur situé au centre. Elles ne reflètent en rien la disposition intérieure, à l’inverse du système médiéval. Ainsi, les toitures de l’aile destinée aux invités sont-elles dédoublées de manière à donner un pignon sur la cour et, de l’autre côté, un haut toit à double pente. La coupe sur ce bâtiment montre aussi la variété d’agencement des cloisons et des voûtements d’un étage à un autre, liberté rendue possible uniquement par l’utilisation d’une structure métallique dissimulée dans les maçonneries d’aspect traditionnel.
La façade principale, celle du grand logis, présente des arcades en anses de panier formant un préau, que surmonte une galerie de 57 mètres de long. L’ensemble a été imaginé par Viollet-le-Duc. Dans la galerie couverte, les clés de voûtes sont, sur une face, sculptées de représentations des métiers du Moyen Âge (tailleurs de pierre, écuyer…) et sur l’autre face de monstres et de chimères. Les chapiteaux de cette galerie, retracent l’un des romans les plus célèbres du Moyen Âge, le Roman de Renart. Plus qu’un roman le Roman de Renart est un ensemble de récits de différents auteurs mettant en scène des animaux qui se comportent comme des humains. Ces récits s’axent autour d’un personnage central : Renard, le goupil (nom ancien désignant un renard) habile et rusé. On retrouve aussi Ysengrin, le loup bête et cruel, Noble, le lion, roi des animaux ou encore Chanteclerc, le coq.
Au milieu de la cour d’honneur, trône une statue équestre en bronze de Louis d'Orléans, et d'énormes salamandres, symbole du duc, font office de gargouilles. Ces sculptures ont été réalisées par Emmanuel Frémiet [1824-1910] ainsi que les chimères du grand perron d'angle.

## Description de l’intérieur du château

### La chapelle

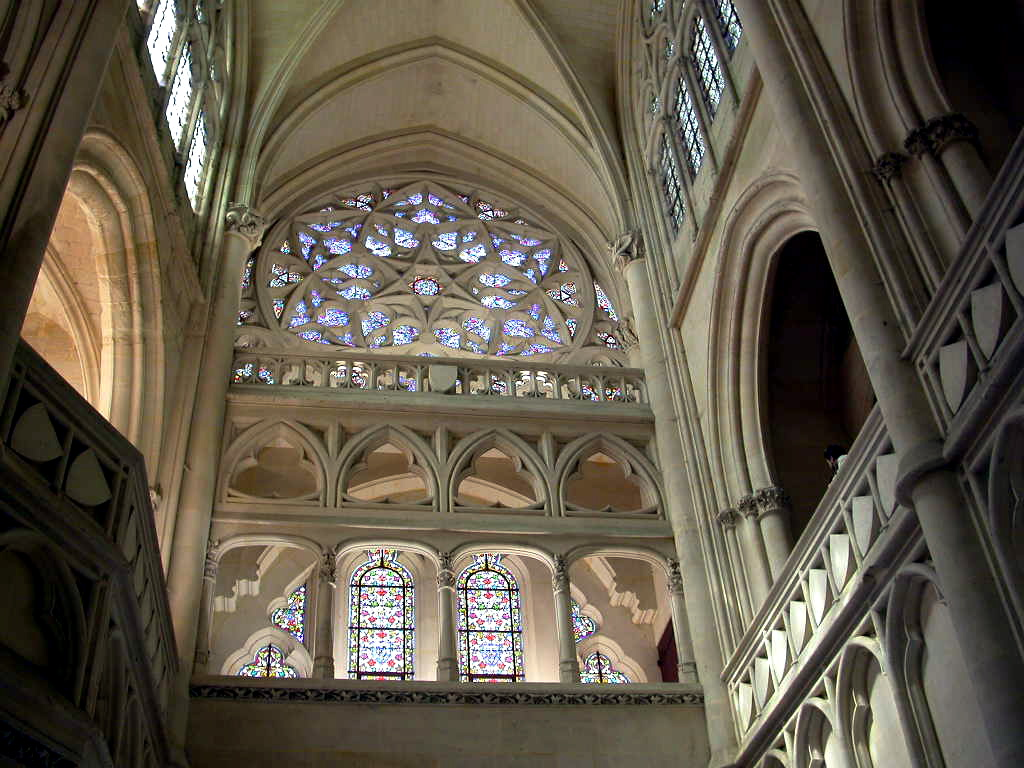
Chapelle.

La chapelle a été entièrement reconstruite. Lovant son abside dans la tour Judas-Maccabée, elle n’est pas visible de l’extérieur. Sa façade sur cour rappelle les saintes chapelles du Moyen Âge (château de Vincennes). Ornée d’une figure de pèlerin de Saint-Jacques-de-Compostelle (auquel Viollet-le-Duc a prêté ses traits, réalisée en 1884 par Louis-Auguste Hiolin), elle dissimule une architecture étonnante, bien loin des modèles anciens puisqu’une tribune destinée aux gardes du château a été installée au-dessus du chœur.
Aux piédroits du portail, figurent Louis d'Orléans et sa femme, Valentine Visconti. Au-dessus du tympan de la chapelle, figure saint Denis accompagné de ses compagnons saint Rustique et saint Éleuthère.

### Le donjon
Le donjon du château pouvait être complètement isolé des autres défenses. Il comprend les deux grosses tours de César et de Charlemagne, tout le bâtiment carré, divisé en trois salles à chaque étage, et la tour carrée. Le donjon était l’habitation réservée au seigneur.
Bâti dès le XIVe siècle, le donjon a pour particularité et originalité à Pierrefonds d’être totalement accolé à la muraille du château. Composé de trois étages successifs, il était destiné à accueillir les appartements des souverains. Aujourd’hui (en 2013), seuls les appartements de l’empereur Napoléon III sont accessibles au public.
En relevant les ruines en 1858, Viollet-le-Duc n'a pas modifié fondamentalement l'implantation initiale du donjon. Sa première intention, conformément à la volonté de Napoléon III, fut de ne remonter que le donjon car d'importantes portions de murs subsistaient.
L’escalier du donjon, entièrement imaginé lors des restaurations du XIXe siècle, est greffé sur des murs restaurés. Son départ en perron couvert échappe à tout modèle médiéval mais assure une entrée majestueuse aux appartements impériaux. Si l’aspect général de cet escalier est incontestablement médiéval, le foisonnant répertoire décoratif est d’inspiration très originale avec une liberté certaine dans le mélange des réminiscences médiévales et Renaissance. Les quatre statues féminines représentent les quatre vertus cardinales : la Justice, la Tempérance, la Prudence et la Force.

#### Le salon de réception

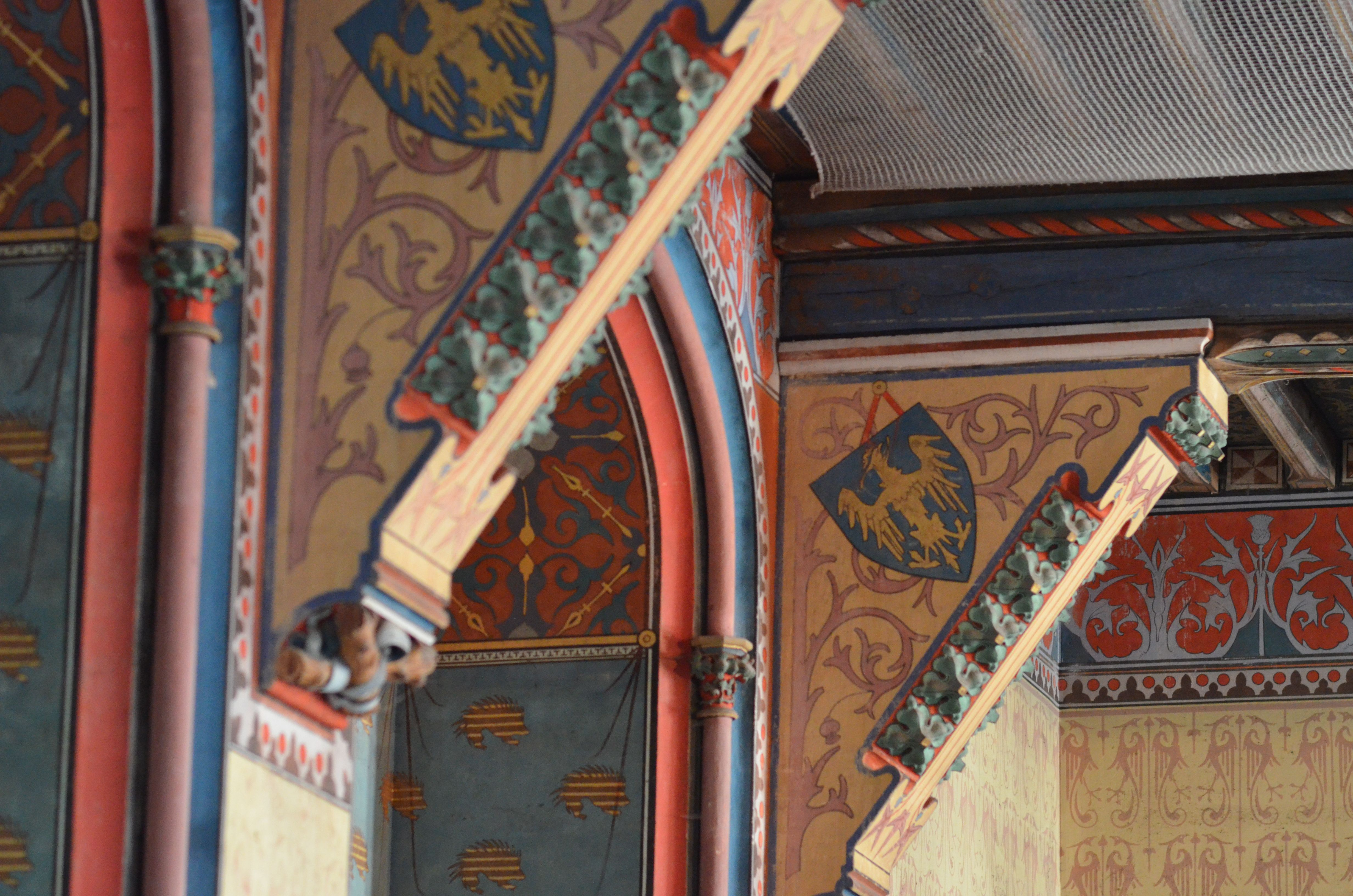
Détail de décoration intérieure dans le salon de réception.

Au XIXe siècle, l’empereur et l’impératrice recevaient ici leurs proches et intimes. La salle est dépourvue d’ameublement à l’exception d’une banquette due à Viollet-le-Duc, la décoration est quant à elle très claire et foisonnante. Les murs représentent divers emblèmes et blasons de souverains peints par la technique dite de peinture au pochoir. Se côtoient dans cet ensemble l’Aigle impériale de Napoléon III et le porc-épic de Louis XII. Le porc-épic était l’emblème de la dynastie des Valois d’Orléans et leur devise était : « Qui s’y frotte s’y pique ». Le reste de la pièce est agrémenté de panneaux de lambris sculptés et représentant diverses chimères.
Toute la sculpture en bois a été réalisée par Zoegger[Qui ?].
La grande banquette sculptée à dossier basculant a été réalisée à partir de dessins de Viollet-le-Duc montrant les projets d'ameublement destinés aux appartements privés.

#### La salle des expositions temporaires
Dans ce lieu totalement dépourvu de peintures murales étaient réalisées et exposées diverses statues destinées à orner le château aujourd’hui présentées dans les salles de la collections Monduit. Cette salle est ouverte au public lors d’expositions temporaires. 

#### Le cabinet de travail de l’Empereur
C’est la pièce la plus meublée du donjon, avec notamment le bureau sur lequel travaillait Viollet-le-Duc. Un cabinet de toilette était dissimulé derrière la porte d’une armoire. Ce cabinet de toilette possédait un système de chasse d'eau alimenté par le biais d’une bassine remplie d’eau, située au-dessus de l’armoire.
Les parties hautes des lambris représentent des rinceaux, des feuillages et des figures d'animaux combattants. Le décor peint au pochoir reprend le motif de l'aigle impériale mais modifié pour éviter toute répétition. Le manteau de la cheminée est peint d'abeilles, emblème choisi par Napoléon 1er pour évoquer la notion de pugnacité.

#### La chambre deNapoléonIII
Située au premier étage de la tour Jules César, cette salle était dédiée à la défense au Moyen Âge. Pour Napoléon III qui ne l’a finalement jamais occupée, Viollet-le-Duc y a conçu un décor ornemental de lambris sculptés et de peinture au pochoir où la richesse des figures inspirées des bestiaires médiévaux rivalise avec le foisonnement des motifs floraux. Par cette utilisation de la ligne végétale, par la stylisation du dessin et l'emploi d'une vive polychromie, l'architecte s'impose ici, avec cinquante ans d'avance, comme l'un des précurseurs de l'Art nouveau si brillamment illustré par Guimard ou Horta. Symbole récurrent, l'aigle impériale orne poutres, murs et cheminées tandis qu'une frise historiée narre la vie des chevaliers du XIVe siècle. Elle se lit en partant de la droite de la cheminée. Elle décrit l'éducation idéale du chevalier, l'art de combattre. Elle évoque l'exploit que doit réaliser chaque chevalier par la mort d'un griffon. Enfin, elle rappelle que l'un des devoirs d'un seigneur est de rendre la justice.
Le linteau de la cheminée s'orne d'abeilles sculptées. Dans le cartouche s'inscrit la devise : « Qui veult peult ».
La chambre est vide de tout meuble. Viollet-le-Duc dessina un projet de lit qui resta sans suite.

#### L’appartement de l’Impératrice (accessible uniquement en visite conférence sur réservation - sur demande)
La chambre de l'impératrice Eugénie est une haute salle voûtée sur le plan d'un octogone, entièrement peinte, au second étage de la tour Jules-César, au-dessus de la chambre de Napoléon III. Le salon-antichambre occupe la moitié du donjon.
Sur le manteau de la cheminée figure un arbre dont les branches à enroulement désignent chacune un des huit chevaliers de la Table Ronde. Au sommet, siège Arthur (ou Artus). Les vitraux aux aigles héraldiques portent la devise « Je l'envie ».

### Le grand logis

#### Le dépôt des sculptures
Dans ces salles gothiques, sont exposées au public depuis 1997 les sculptures de plâtre commandés par Louis-Philippe pour le musée national du château de Versailles. Ce sont pour la plupart les copies des gisants et d’orants de la basilique Saint-Denis. Parmi ces sculptures figurent également ceux qui ont fait Pierrefonds : Louis et Charles d'Orléans ou Valentine Visconti duchesse de Milan.
En 2006, l’artiste Skertzo a installé une muséographie moderne. Mais la présentation des moulages respecte pour l'essentiel, la dépose effectuée en 1953, sans respect chronologique ni intention pédagogique.
Les caves où se trouve ce dépôt correspondent aux parties de château datant de Louis d'Orléans. On y voit aussi les foyers en brique du système de chauffage par calorifères datant du XIXe siècle.

#### La salle de la maquette

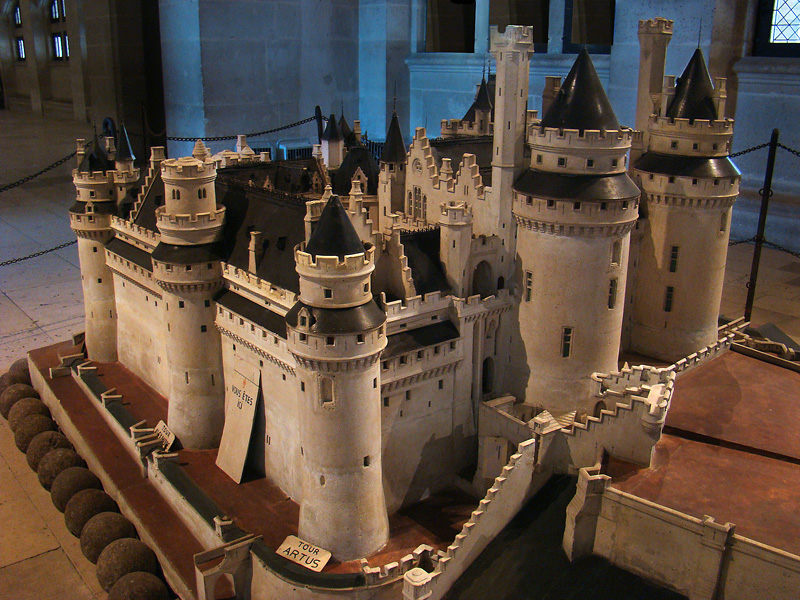
Maquette en pierre.

La maquette en pierre du château a été réalisée pour l’Exposition universelle de 1878 par Lucjan Wyganowski (1809-1886), inspecteur des travaux dès 1857, et infatigable collaborateur de l'ombre de Viollet-le-Duc. Lors de sa présentation à l'exposition universelle, la maquette a été découpée en 85 morceaux et rangées dans 28 caisses.
Lucjan Wyganowski, (officier polonais ayant combattu à la bataille d'Ostrołęka, et réfugié en France depuis 1831) a tenu un journal des travaux des restaurations, qui est une mine d'informations et, est toujours fort utile de nos jours.
Il décéda au château de Pierrefonds, où il continuait son œuvre, le 14 mai 1886.

#### La salle des gardes ou des mercenaires
D’après Viollet-le-Duc, elle était destinée à abriter des soldats que l’on surveillait depuis la galerie du demi-étage.
Quelques vestiges de l'ancien château découverts lors des fouilles archéologiques de 1858 sont entreposés, notamment une statue de la Vierge de l'Annonciation et trois statues de Preux : Artus, Charlemagne et Godefroy de Bouillon.
Cette salle a été entièrement créée par Viollet-le-Duc sauf la cheminée à deux âtres et blason des Orléans qui est en partie d'origine.

#### La salle des preuses

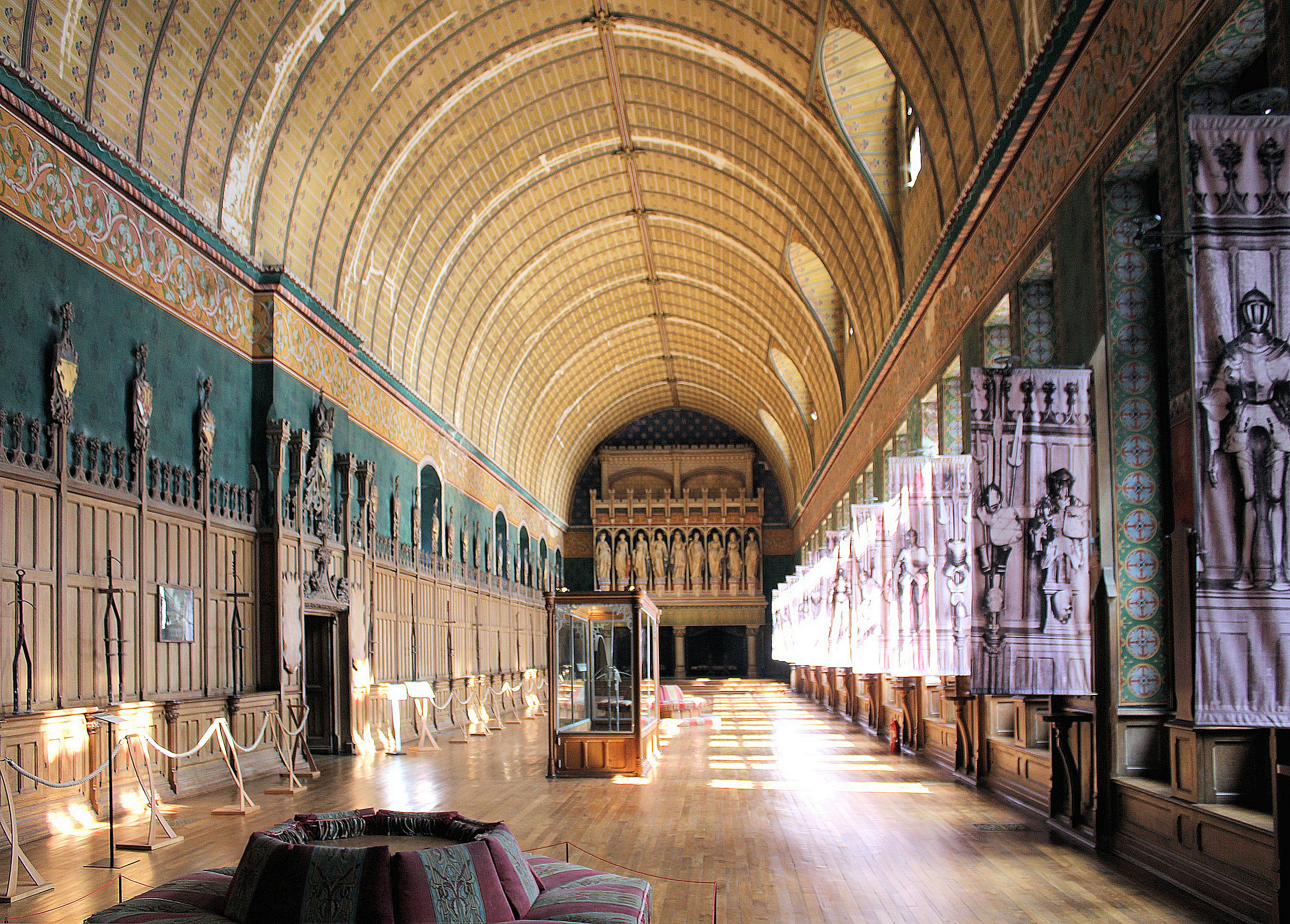
Salle des Preuses.

Ancienne salle de justice, c’est aujourd’hui la salle la plus imposante du château incarnant le faste de la période Second-Empire avec son architecture impressionnante et sa décoration grandiose. Elle a une longueur de 52 m, une largeur de 9,50 m et une hauteur de 12 m. La voûte en berceau lambrissé carénée, en double presque le volume. Elle est éclairée par 22 fenêtres.
Sous le Second Empire, ce lieu sert de salle de réception ainsi que de galerie de bal. À cet effet, une tribune d’orchestre située au-dessus de la salle d'armes, la domine.
Deux ensembles statuaires se répondent aux extrémités de la salle : Le portail est richement orné de statues-colonnes avec, au centre, l’empereur Charlemagne entouré des princes paladins: Olivier, Roland, l’évêque Turpin et Guillaume d'Orange. À son dessus, deux anges soutiennent le blason impérial surmonté d’une couronne. Les sculptures ont été réalisées par Gondran.
De l’autre côté de la salle, on trouve une cheminée à double foyer, monumentale, ornée d’un manteau représentant neuf statues féminines nommées les preuses. Elles évoquent l’amour courtois. Les visages des « preuses » s'inspirent de ceux de l'impératrice et de ses dames de compagnie. Nous avons de gauche à droite : Thamarys (maréchale Canrobert, épouse de François Certain de Canrobert), Cinopé (princesse Murat, épouse de Achille Murat), Lampetto (duchesse de Malakoff, épouse de Juan Valera), Hipolyté (baronne de Pierres), Sémiramis (impératrice Eugénie), Penthésilée (duchesse de Cadore, épouse de Louis Alix de Nompère de Champagny), Teuca (duchesse de Bassano), Déiphyle (comtesse de la Poeze) et Ménalippe (madame Carette, née Amélia Bouvet, lectrice de l'impératrice) qui, n’étant pas d’origine noble, est la seule statue à ne pas avoir de couronne.
Seules deux banquettes circulaires dessinées par Viollet-le-Duc constituent le mobilier après le déménagement de la collection d’armures médiévales de Napoléon III qui se trouve maintenant à l’hôtel des Invalides, à Paris. La collection d’armures et d’armes de poing avait été acquise par l’empereur à la vente du prince Soltikoff en 1861 et elle était présentée auparavant dans le palais de l’Industrie aux Champs-Élysées.

### L’aile des invités
L’aile des invités abritait au rez-de-chaussée, les cuisines et à l’étage, les appartements prévus pour les invités de l’Empereur.  Cette aile n’a jamais été terminée.
De nos jours, elle abrite les collections des ateliers Monduit. Ces ateliers surent renouveler la technique de la plomberie d'art. De grands sculpteurs et architectes confièrent à ces ateliers la restauration de toitures de châteaux, d’églises ou d’hôtels particuliers, mais aussi des créations. 
Les pièces présentées (le lion ailé, le lion d’Arras, le couronnement du palais de Bruxelles, des poinçons, …)  ne sont pas des copies mais des doubles véritables, fabriquées par les ateliers Monduit au moment de la réalisation des commandes, pour être exposés lors des expositions universelles.
L’escalier à double révolution emblématique de la période Renaissance offre deux volées qui ne se croisent pas (comme au château de Chambord). Il fait partie des nombreux escaliers d’architecture différente présents dans le monument : escalier du donjon, escalier d’honneur, escalier a vis, escalier en escargot, escalier a redant, escalier droit,…

## Un monument en constante transformation

### Dès ses origines
Ouverts au public sous le Second Empire comme un musée, le bâtiment et son parc, une fois la défaite consommée, retrouvent cette vocation et, jusqu’en 1879, date de la mort de Viollet-le-Duc les travaux d’aménagement se poursuivent. Pourtant, dès l’année 1870, la collection d’armures a été déménagée. Vide, le château est loin d’être terminé. Les visiteurs se font rares. Ils afflueront plus tard, d’autant qu’en 1884, date du décès de Maurice Ouradou, gendre de l’architecte qui avait poursuivi l’entreprise d’après les dessins de son beau-père, le train arrivera à Pierrefonds. Mais après 1870 Viollet-le-Duc programme seul la reconstruction du château. L’empereur est absent, humilié par les Prussiens ; l’architecte prépare donc sans lui le devenir de cette œuvre si peu ordinaire et fait de la reconstruction de Pierrefonds une leçon pour le présent.

### De nos jours
- Une campagne de restauration de deux ans sur l’aile des Preuses s’est achevée en septembre 2024. Des compagnons au savoir-faire divers ont travaillé pour restaurer la toiture en ardoise et sa crête de faîtage, les cheminées, la charpente métallique, les façades Est et Ouest et ses sculptures, végétales, animales et autres. Cette première phase de travaux comprenaient également la restauration partielle de la salle des Preuses. Les décors peints de la voûte, la corniche et la frise végétale, les menuiseries des grandes baies, les vitraux ont également été restaurés. La  cheminée des Neuf Preuses a également fait l’objet d’un nettoyage minutieux. Une deuxième phase de restauration de la salle des Preuses est prévue.
- En cas de fermeture de la salle des Preuses pour travaux, une maquette réalisée par une artiste pétrifontaine, Mme Camille Bloch, est présentée au public dans l’aile des invités au cœur de la collection de plomberie d’art Monduit.
- Le château est devenu Domaine national en 2021.
- D'autres parties du château fermées au public peuvent faire l’objet de visite conférence sur réservation (visite ducale, visite impériale,…) pendant ou en dehors des horaires d’ouverture au public.

## Le château comme décor de tournage

### Cinéma
Le château a servi fréquemment de lieu de tournages de films :
- La Vie de Polichinelle (1907) ;
- Cavalcade d'amour de Raymond Bernard (1939)
- L'Aigle à deux têtes (1948) ;
- Le Bossu (1959) ;
- Le Capitan (1960) ;
- Le Capitaine Fracasse (1961) ;
- Le Miracle des loups (1961) ;
- Pleins feux sur Stanislas (1965) ;
- Peau d'Âne (1970) ;
- Les Charlots contre Dracula (film, 1980) pour les extérieurs;
- Papy fait de la résistance (1983) ;
- Les Couloirs du temps : Les Visiteurs 2 (1998) ;
- L'Homme au masque de fer (1998) ;
- Jeanne d’Arc (1999) ;
- Les Nouvelles Aventures de Cendrillon (2017),

En 1961, dans le film Le Capitaine Fracasse de Pierre Gaspard-Huit, la scène de la représentation de la troupe des comédiens devant le roi Louis XV a été tournée dans la grande Salle des Preuses.[réf. souhaitée]
En 2022, dans le film L'École du bien et du mal de Paul Feig sortie sur la plateforme de vidéos à la demande Netflix, le Château de Pierrefonds apparaît à la 4ème minute en incrustation d'images dans la forêt brumeuse après le duel initial.[réf. souhaitée]
Il a aussi inspiré le château du roi Miraz dans Le Monde de Narnia : Le Prince Caspian.

### Télévision
Plus récemment, il a servi de décor pour des séries télévisées :
- Sydney Fox, l'aventurière (1999) ;
- Napoléon (2002) ;
- Les Rois maudits (2005) ;
- Merlin, sur BBC One (2008) ;
- Inquisitio - intérieur du château uniquement, sur France 2 (en juillet 2012) ;
- Les Mystères de l'amour (saison 8, épisodes 5 et 6 diffusés le 14 décembre 2014 sur TMC) ;
- Versailles (produite en 2016).
- Les Sorciers de Waverly Place (saison 2, épisodes 6 et 7)

- Diane de Poitiers (2022)

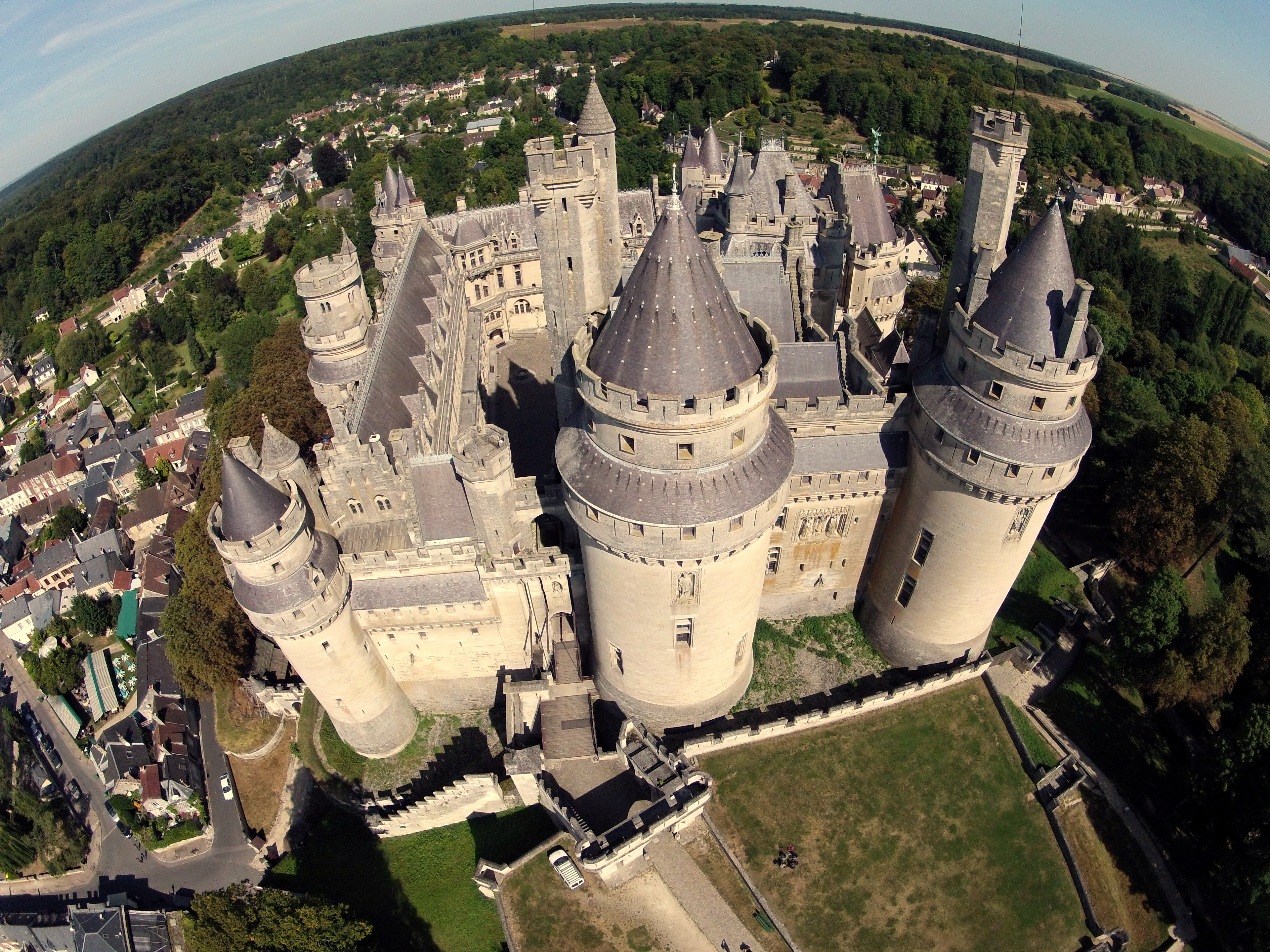
Vue aérienne.
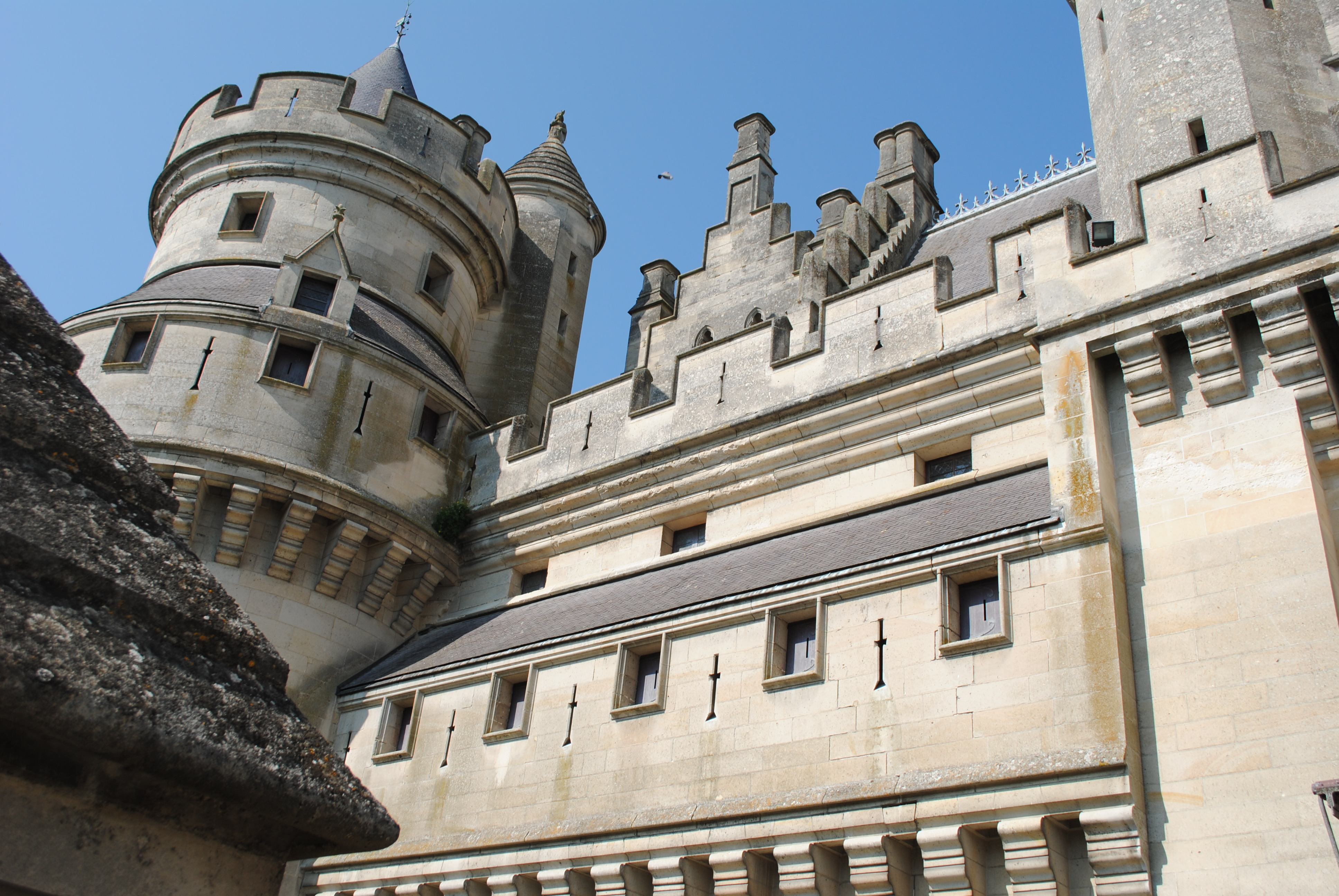
Vue des murailles.
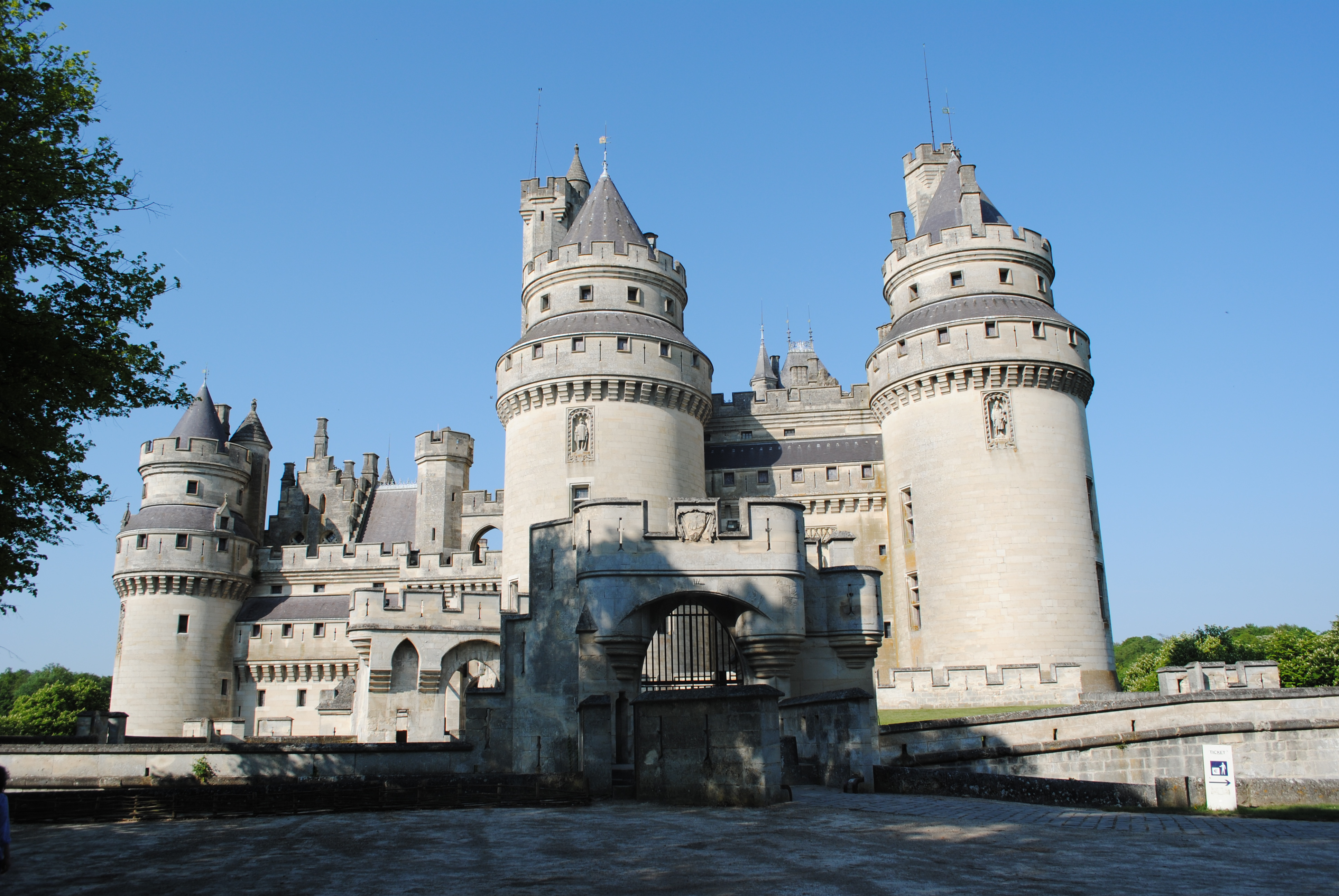
Entrée du château, 2010.
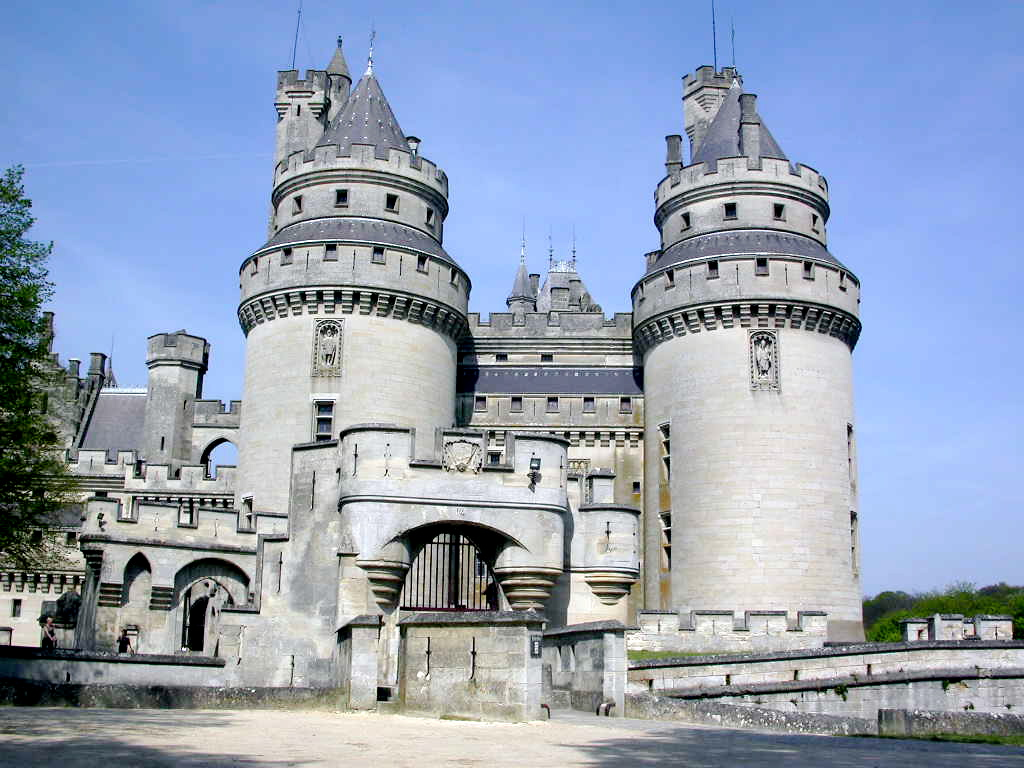
L'entrée principale vue depuis la cour extérieure.
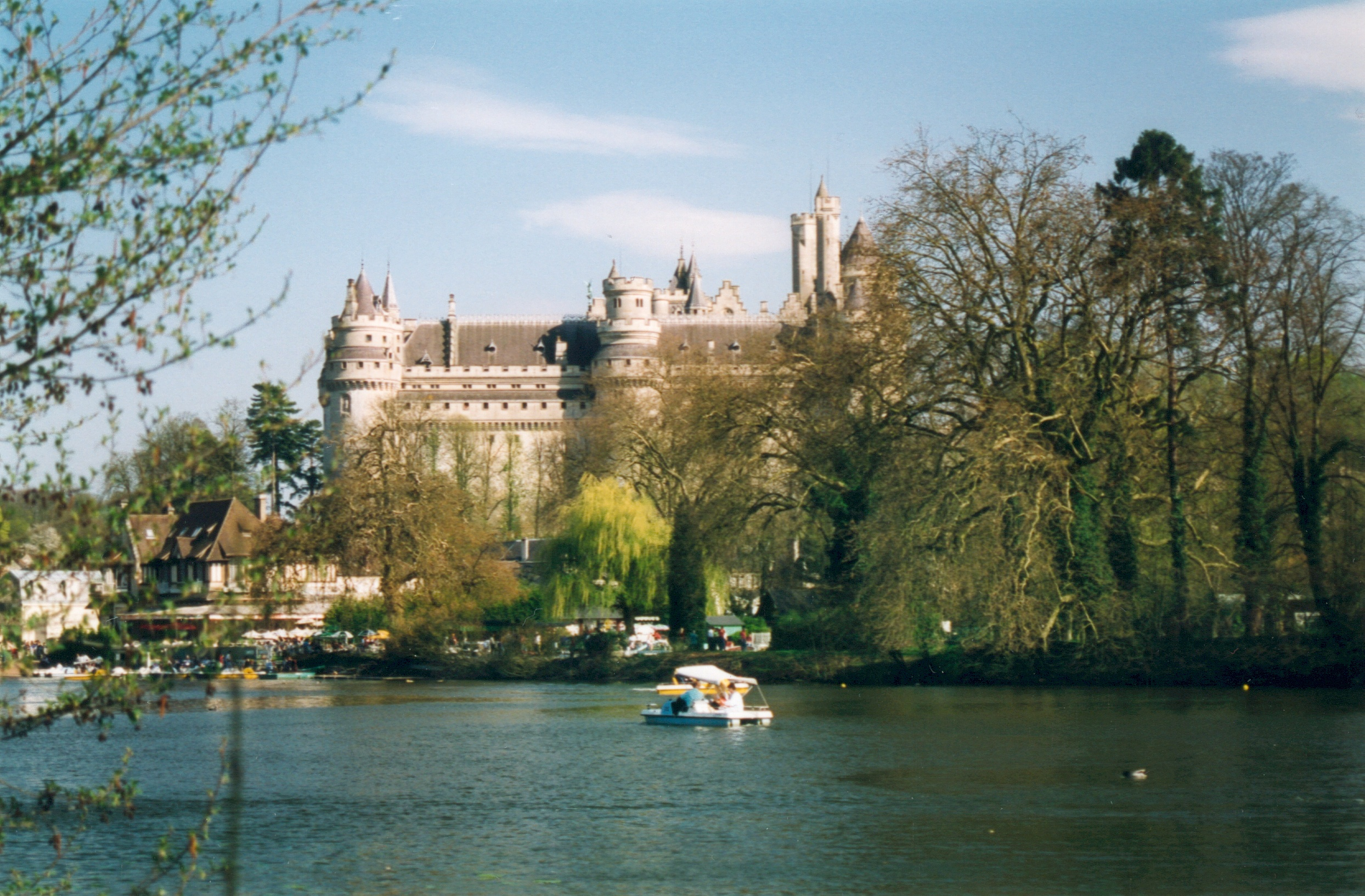
Le château vu du lac de Pierrefonds.
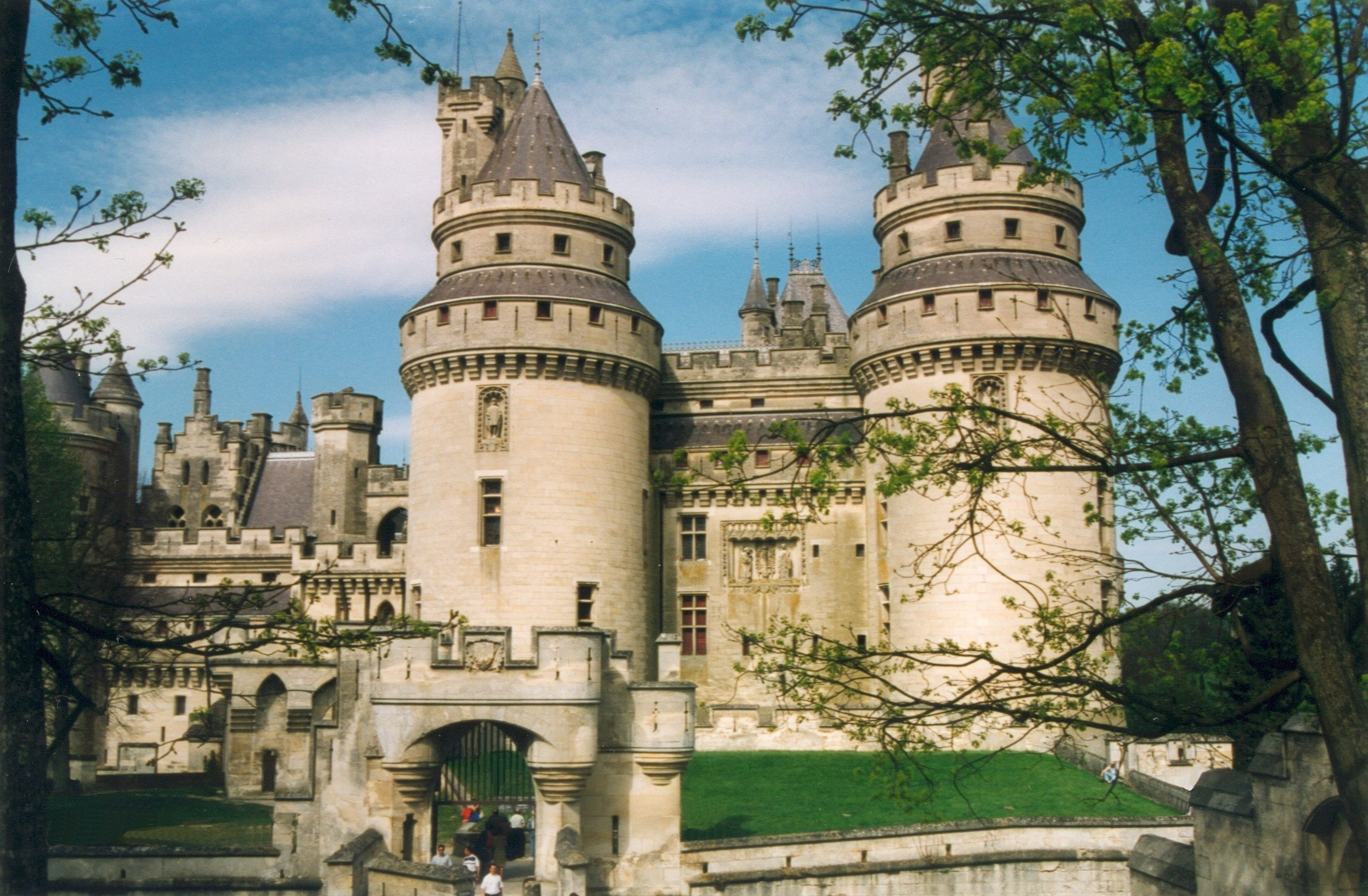
Entrée basse principale.
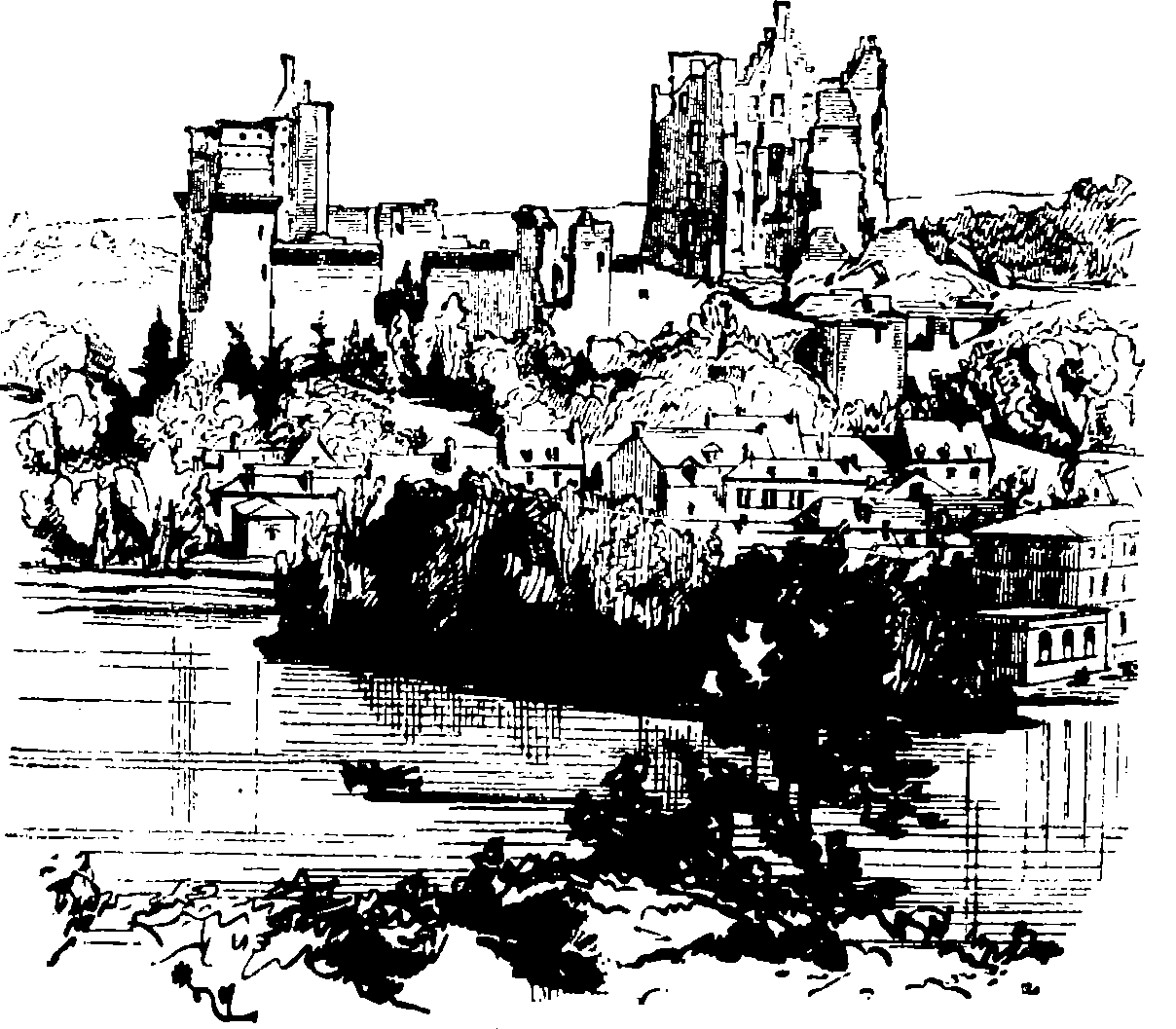
Vue des ruines du château avant sa restauration.
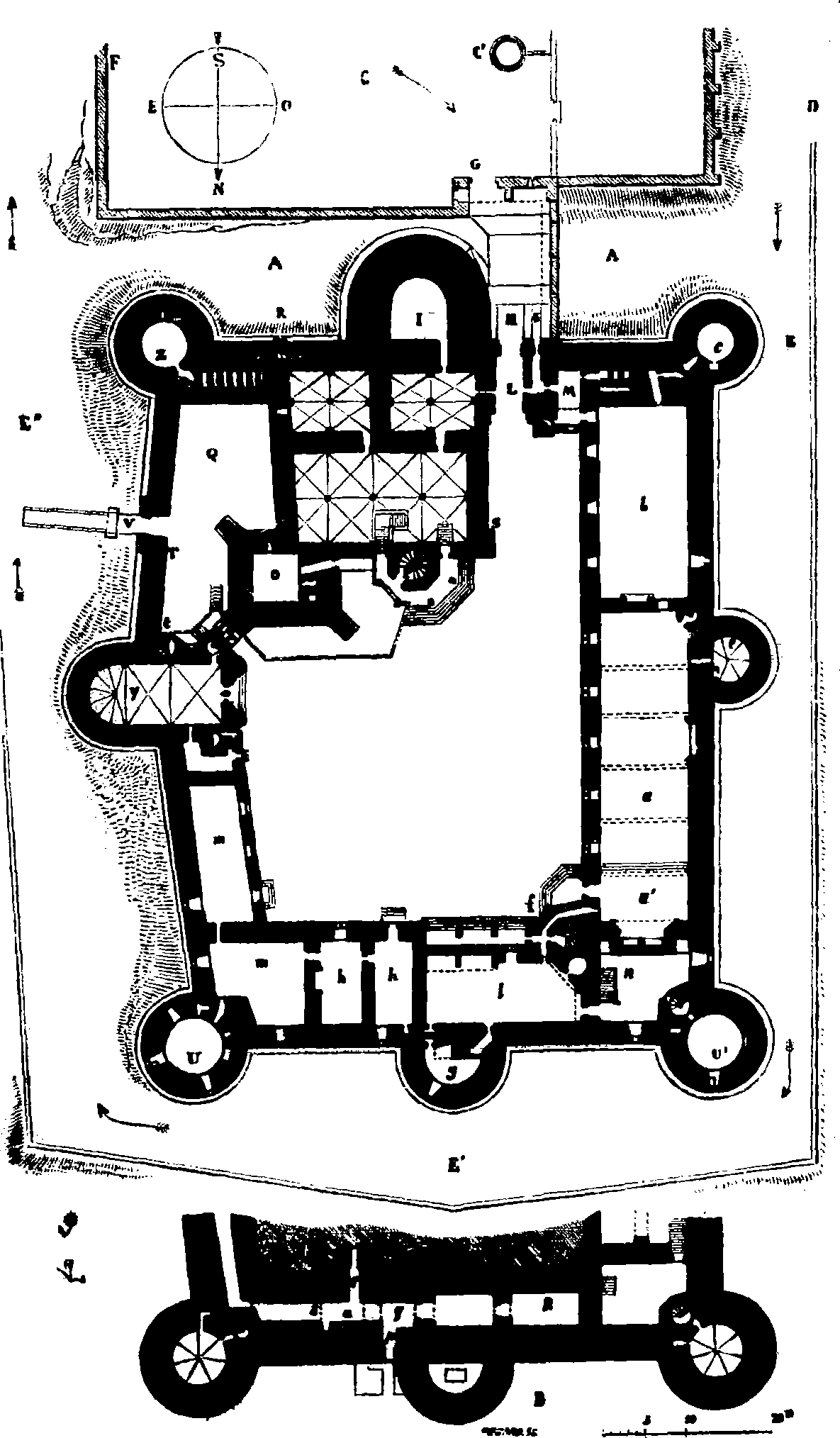
Plan du château actuel.
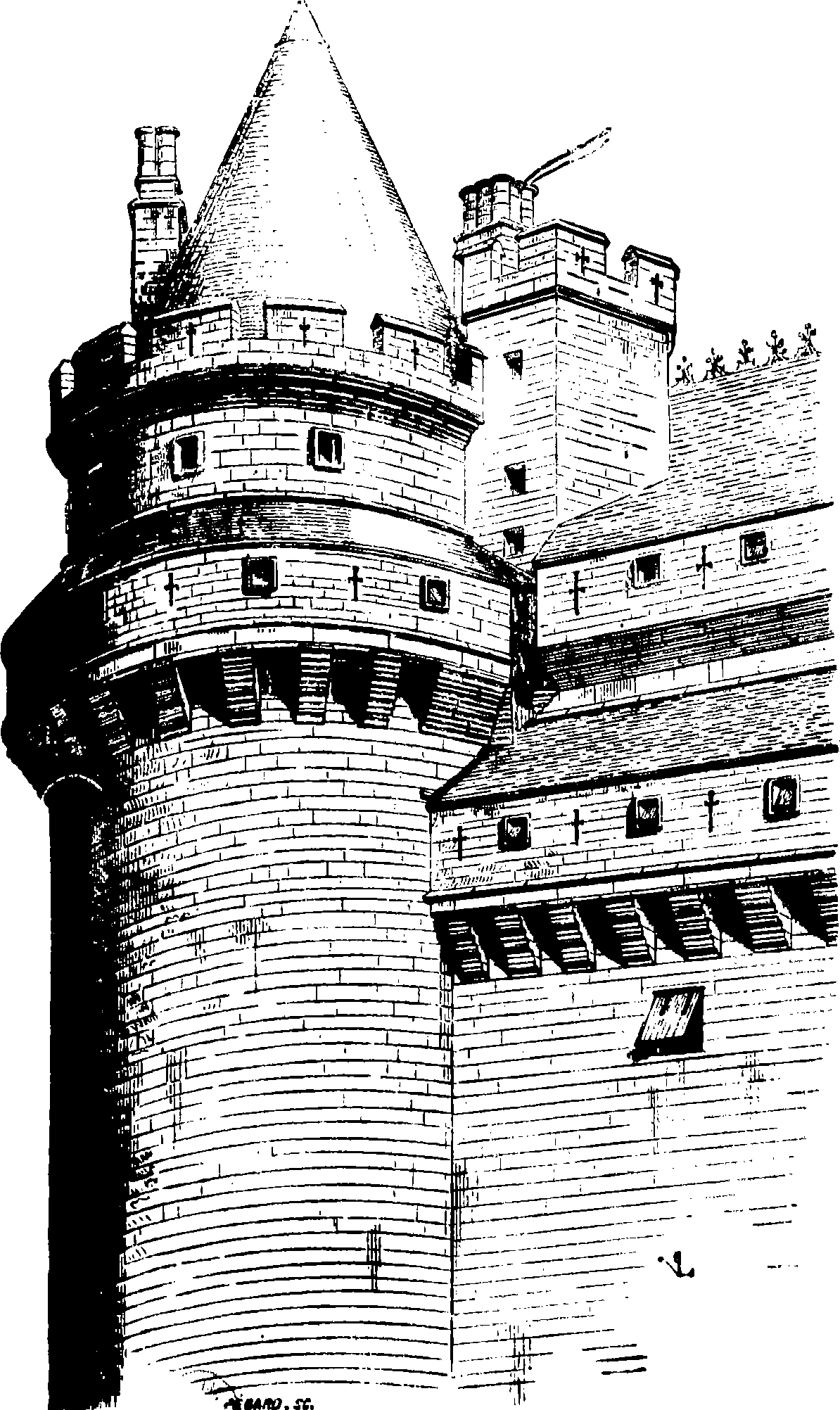
La tour nord-est restaurée.
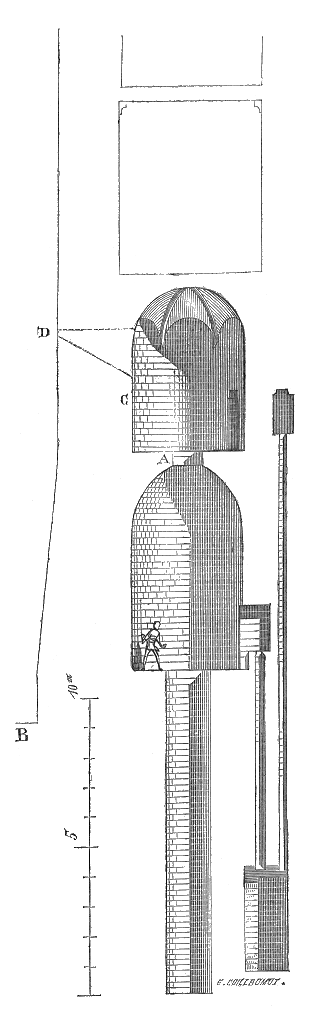
Plan en coupe des oubliettes.
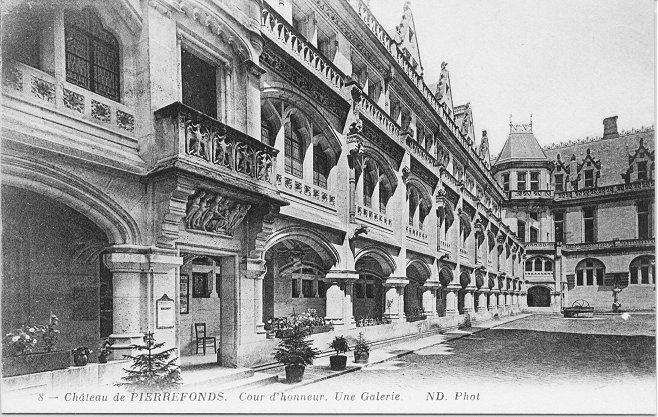
Cour d'honneur du château vers 1910.
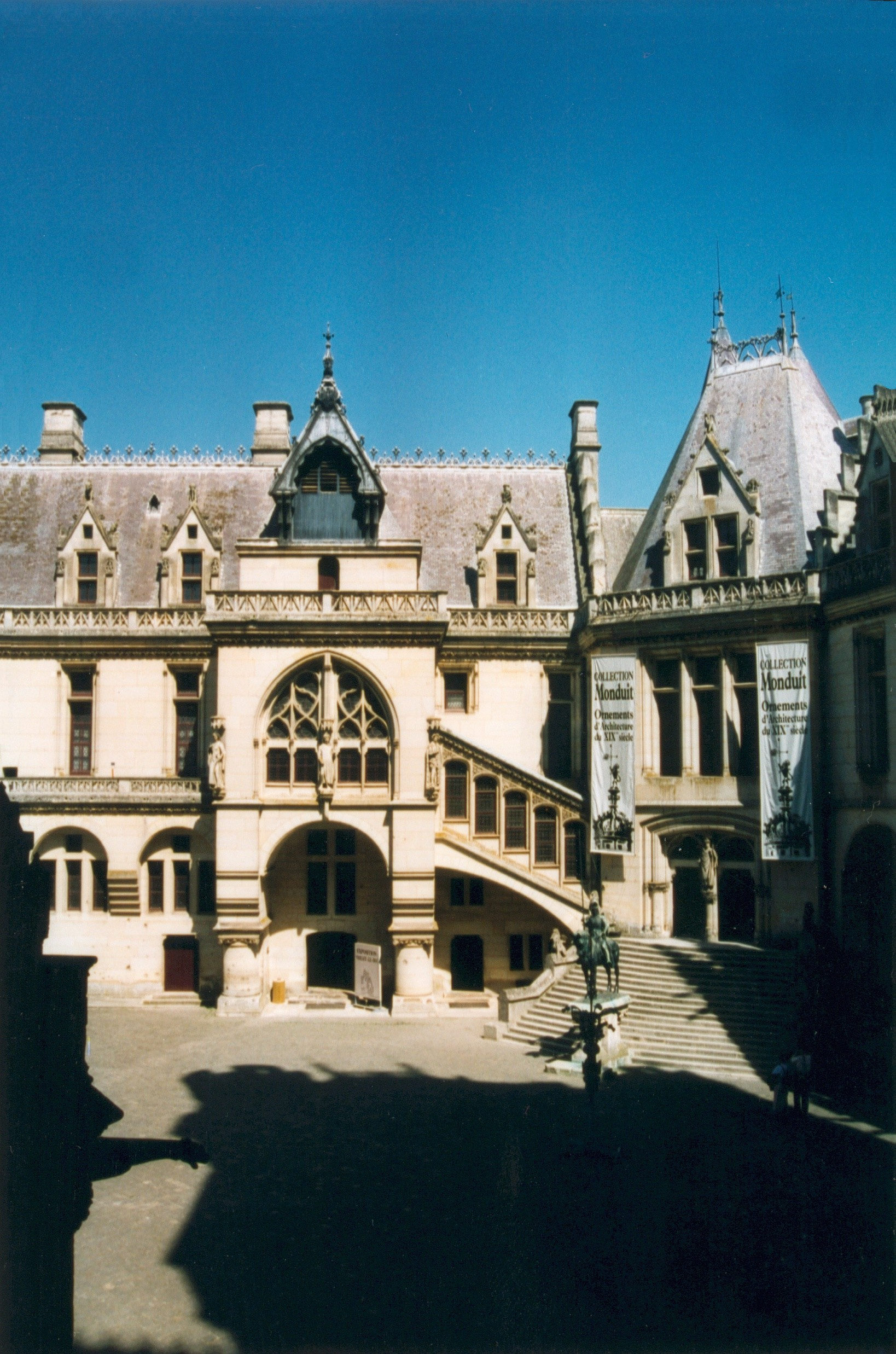
Cour intérieure.
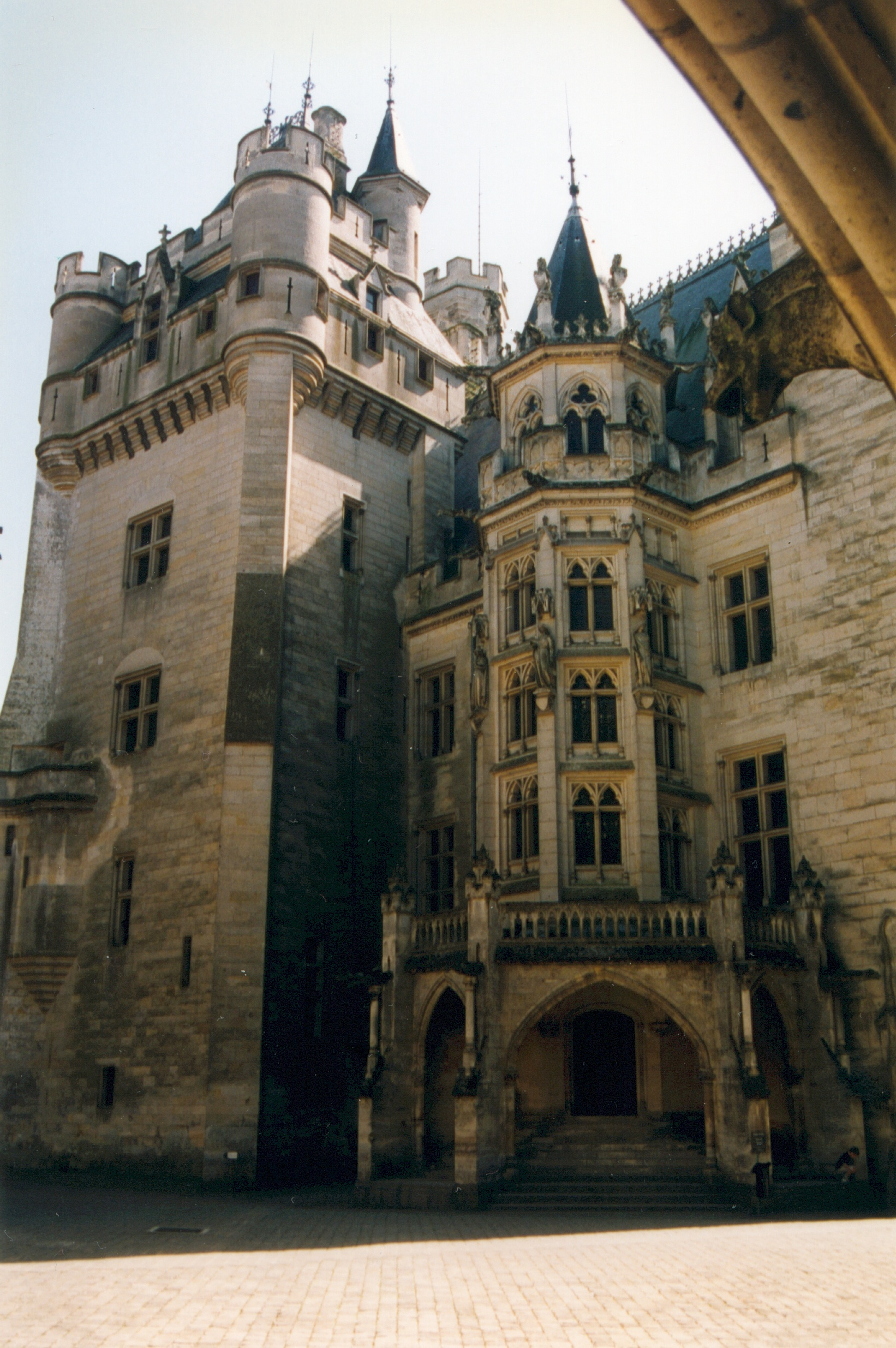
Cour intérieure : le donjon et l'escalier à vis.
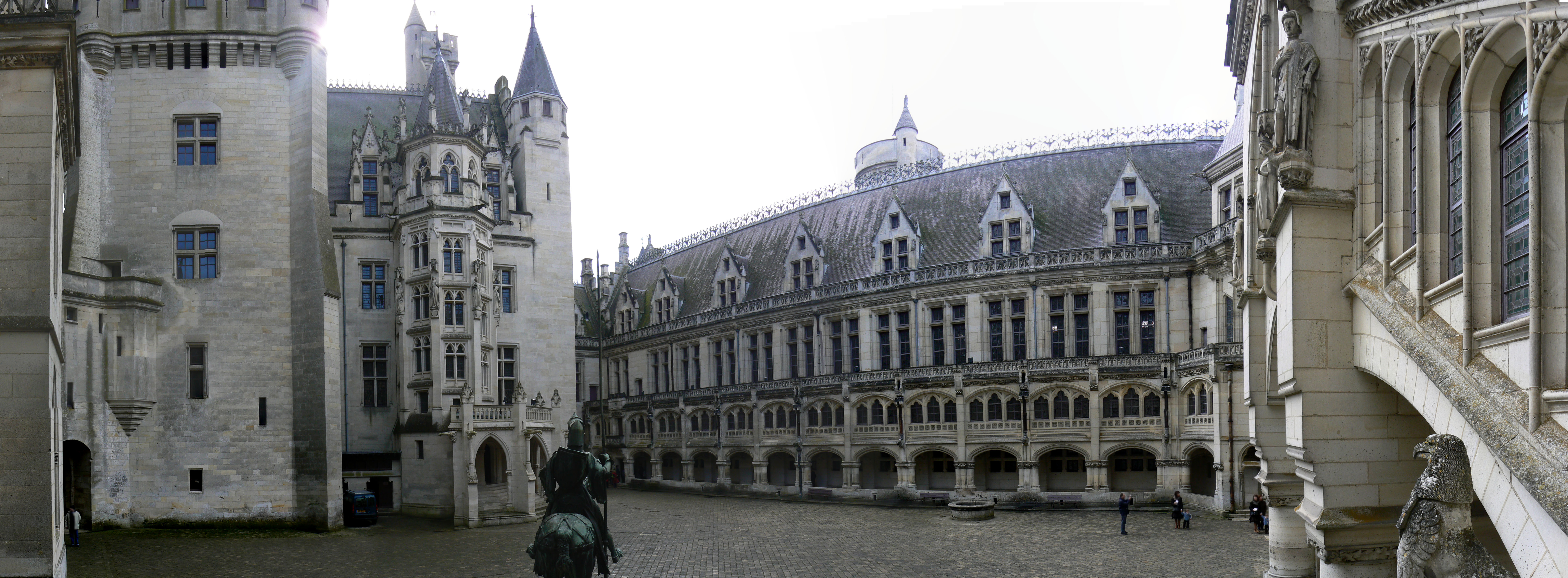
Panorama de la cour et de l'entrée.
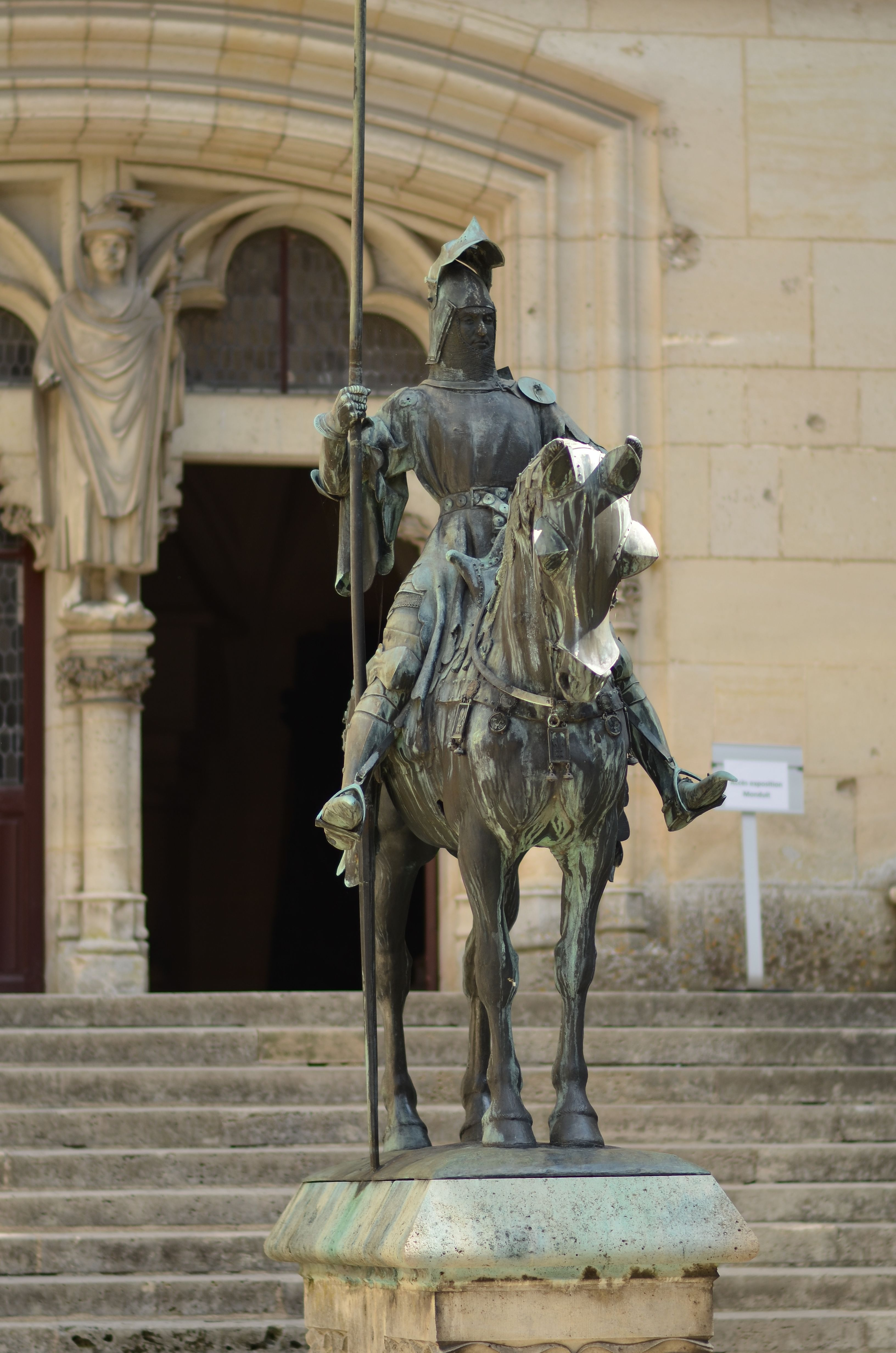
Le cavalier (Louis Ier d'Orléans) devant l'escalier principal.
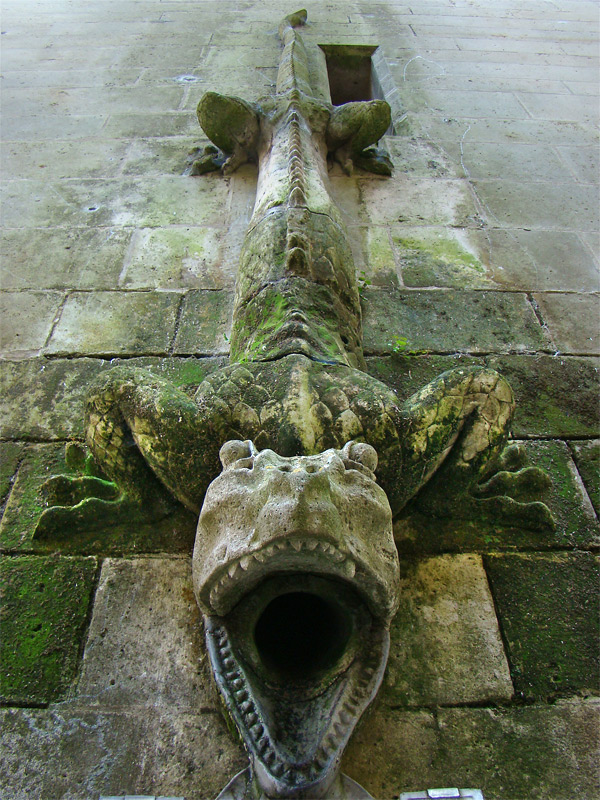
Gouttière du donjon en forme de salamandre.
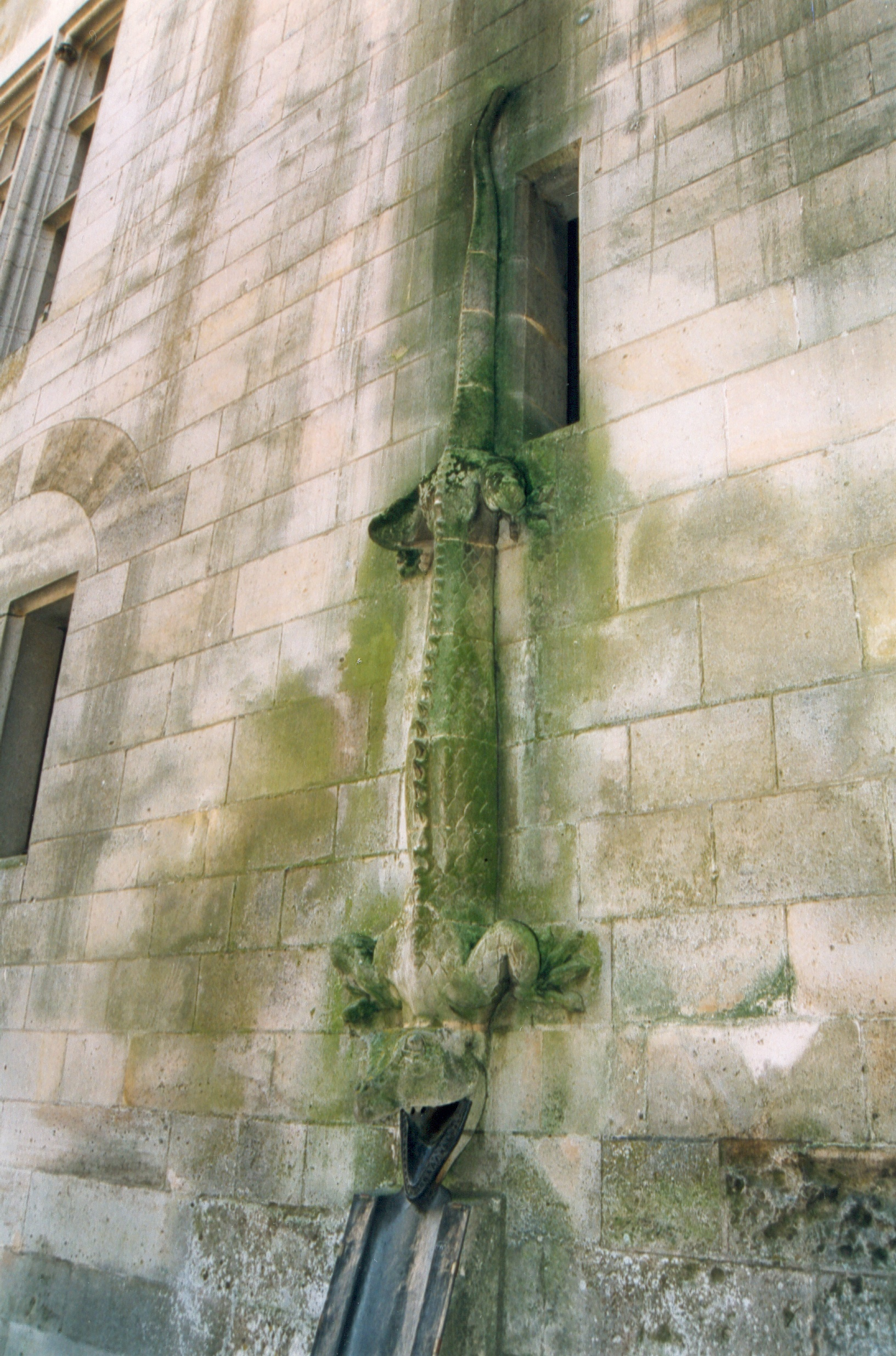
Une autre gouttière en forme de salamandre en face de la première.
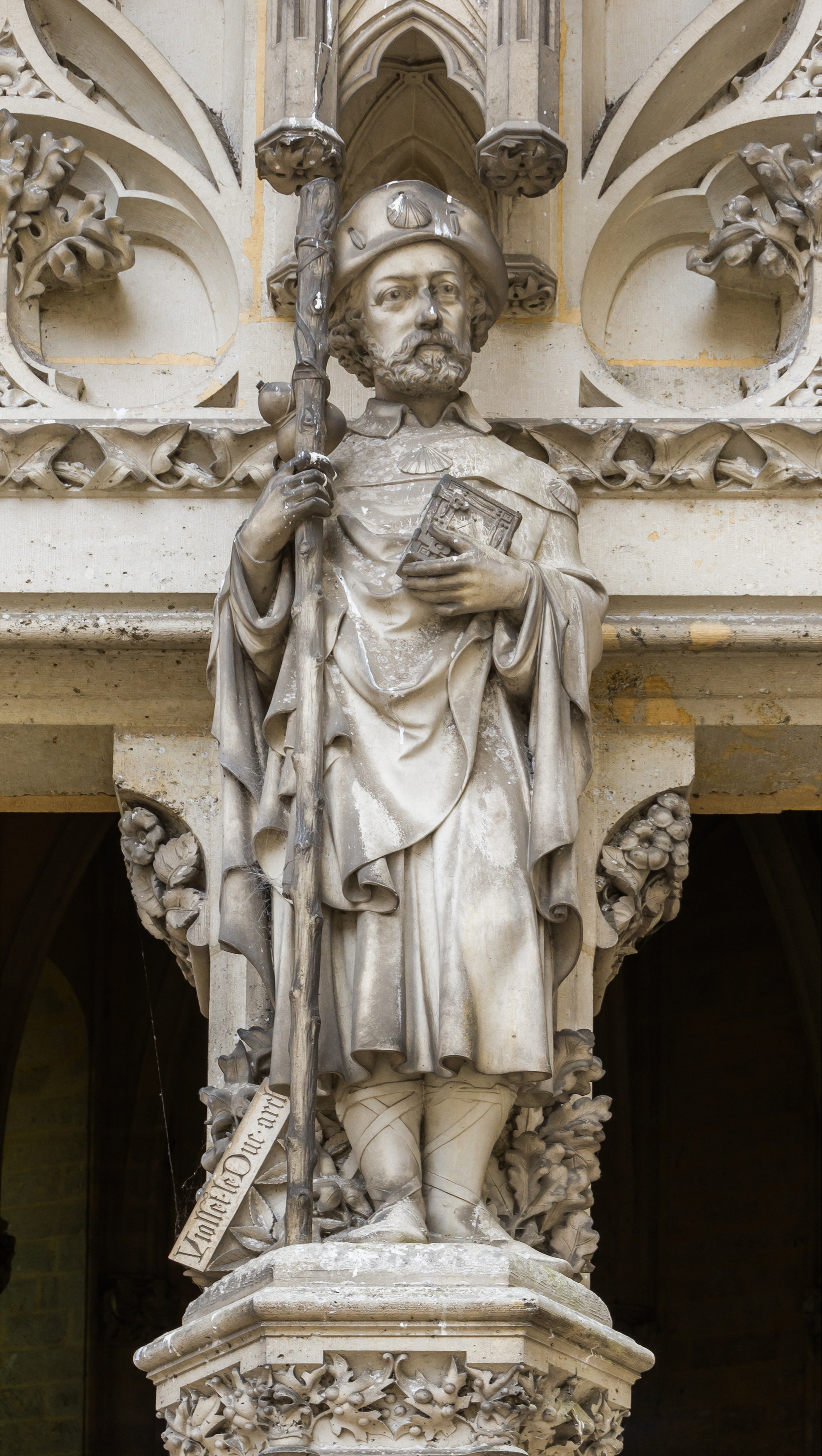
Statue de Viollet-le-Duc en pèlerin de Saint-Jacques à gauche de l'entrée de la chapelle.
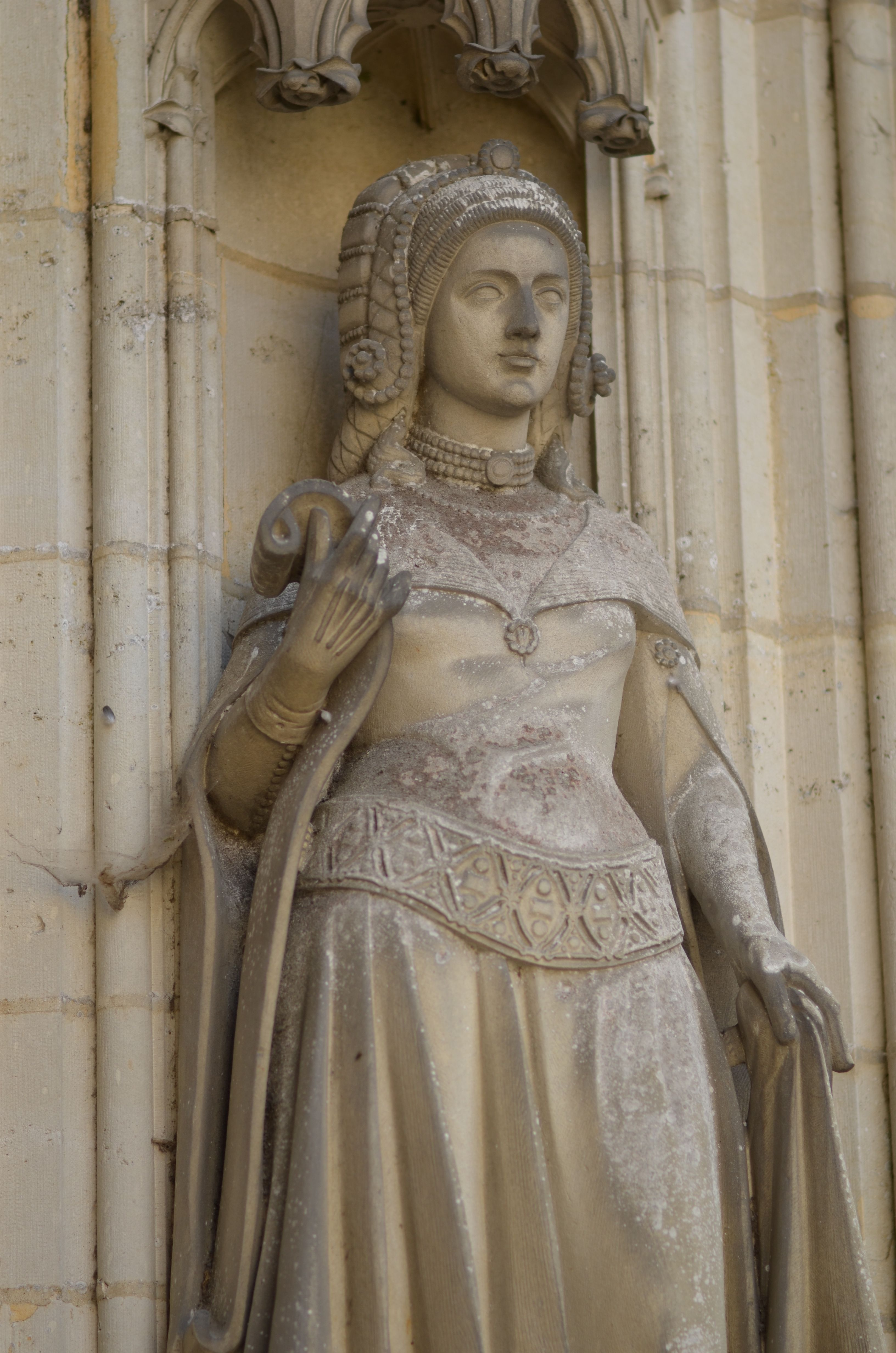
Statue de jeune femme, à droite de l'entrée de la chapelle.
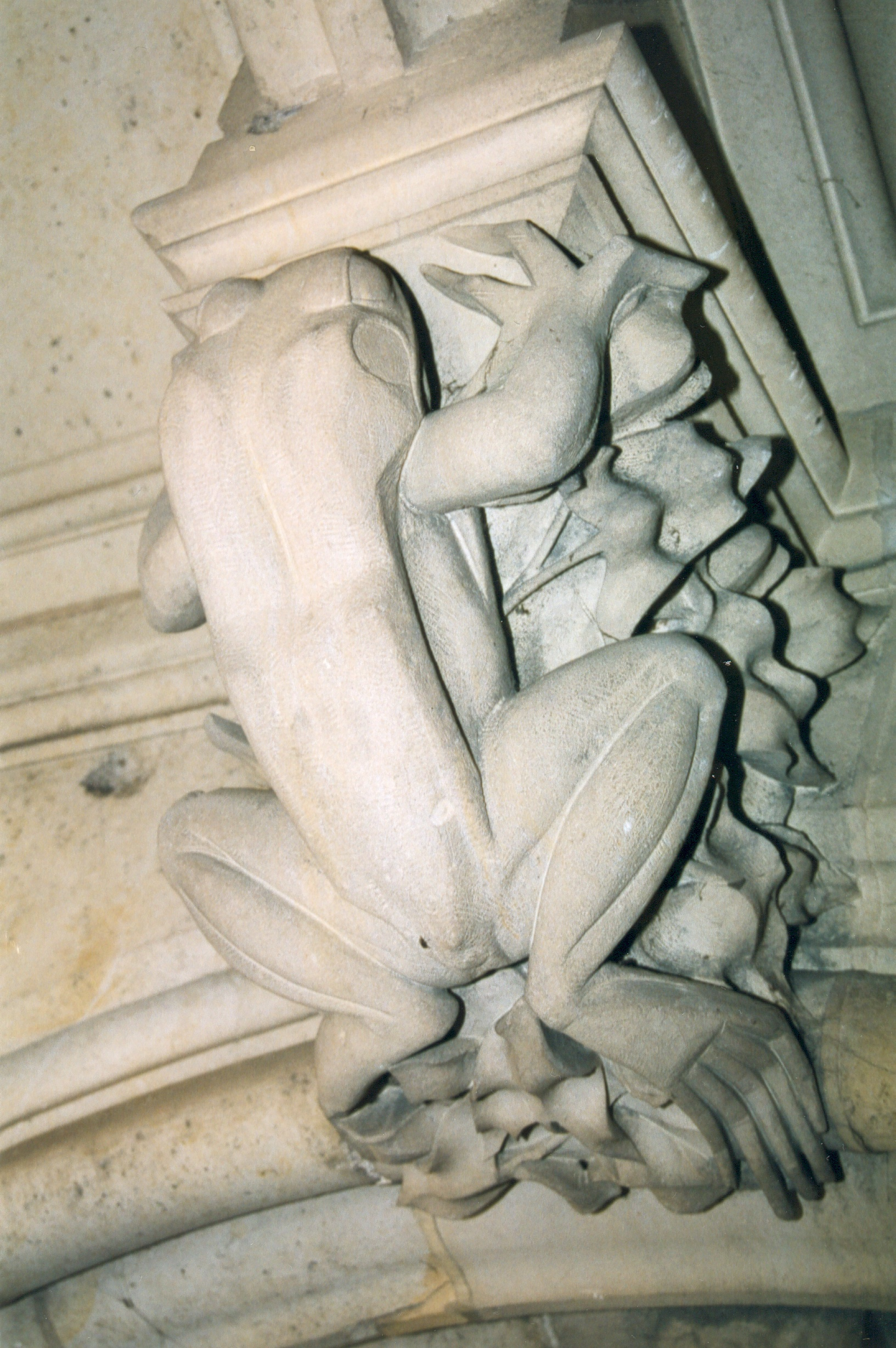
Chapiteau sur thème du Roman de Renart dans la cour intérieure, créée par Viollet-le-Duc.
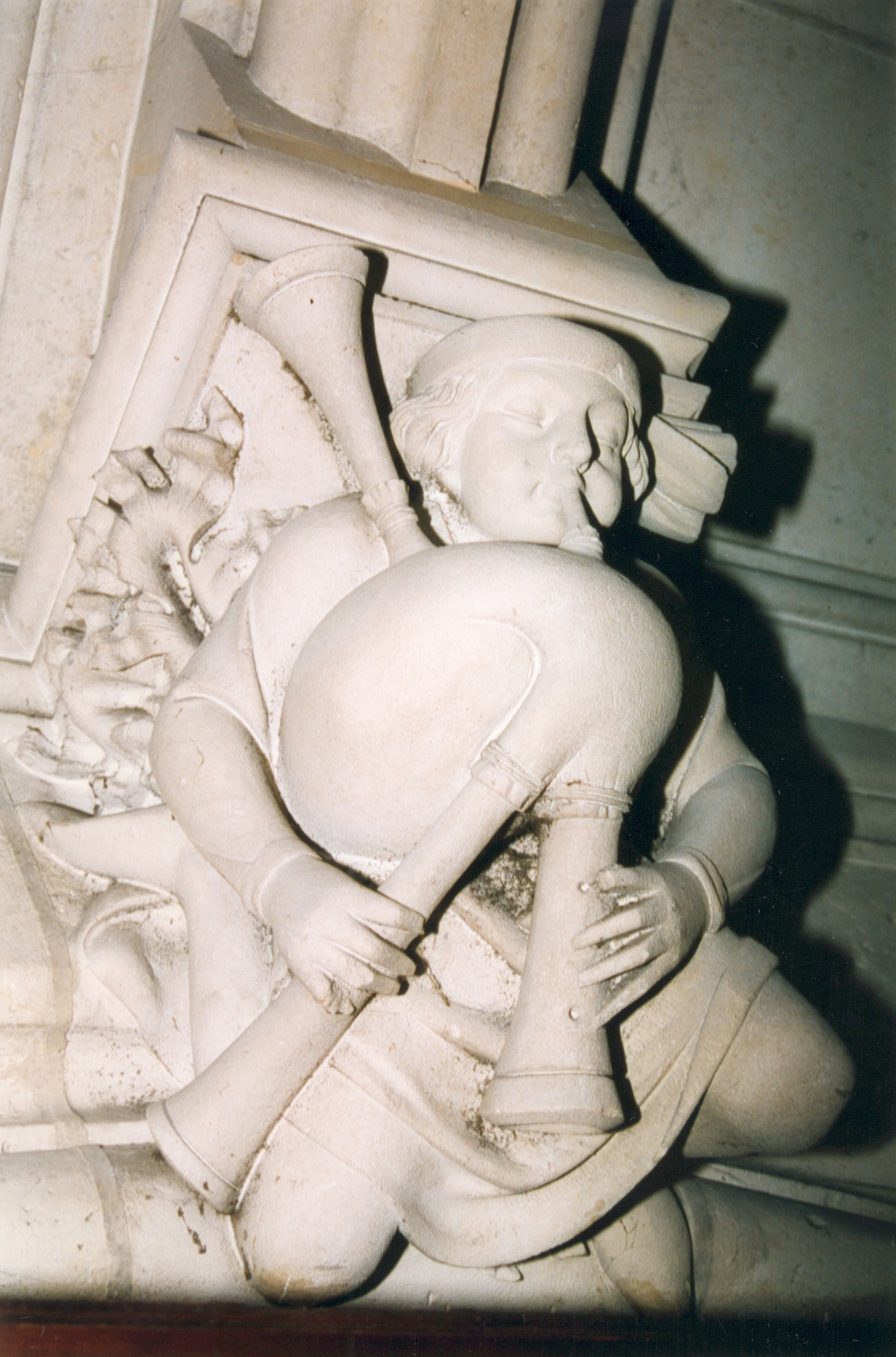
Chapiteau sur thème du Roman de Renart dans la cour intérieure.
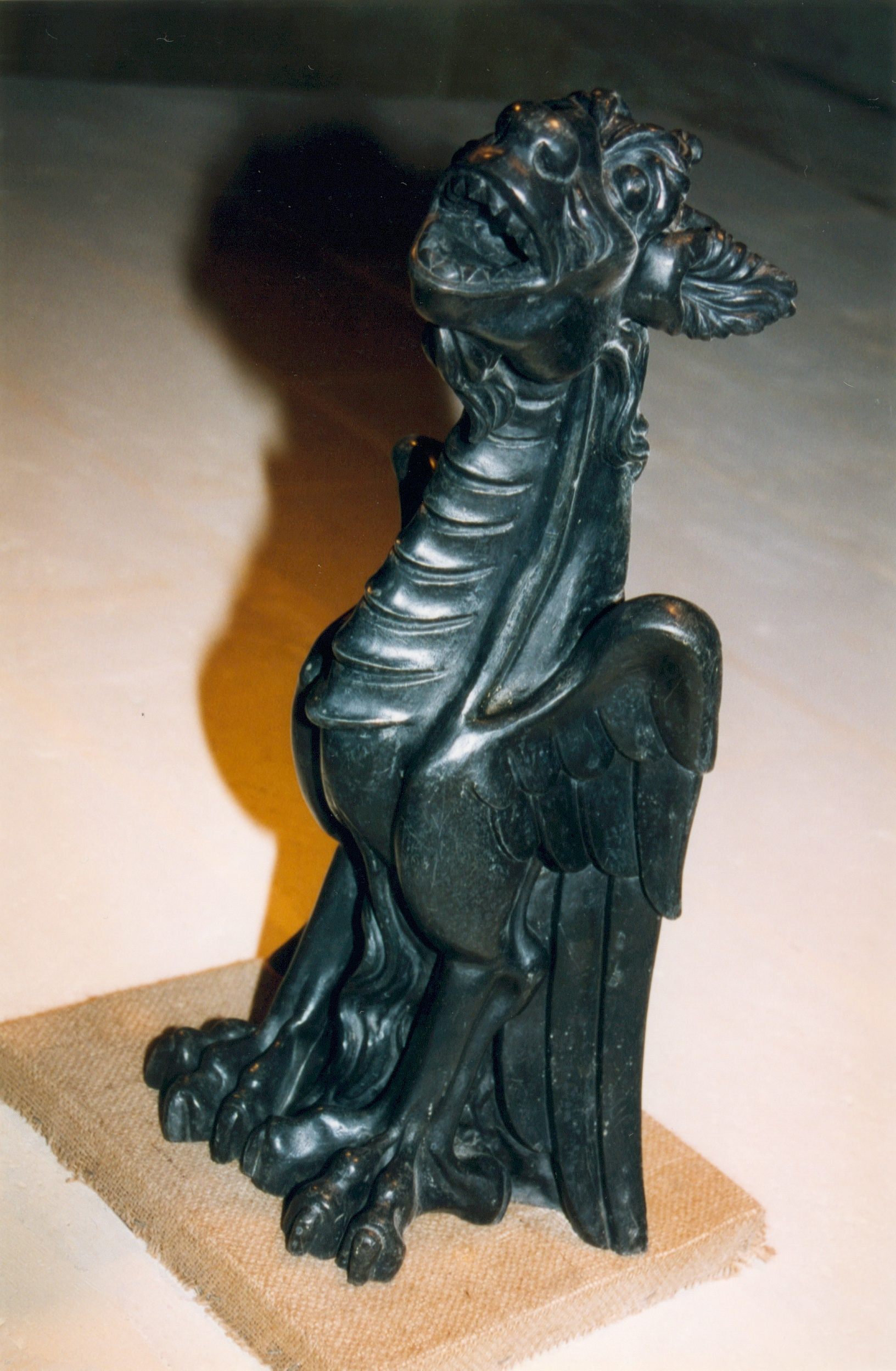
Gargouille dans un couloir.
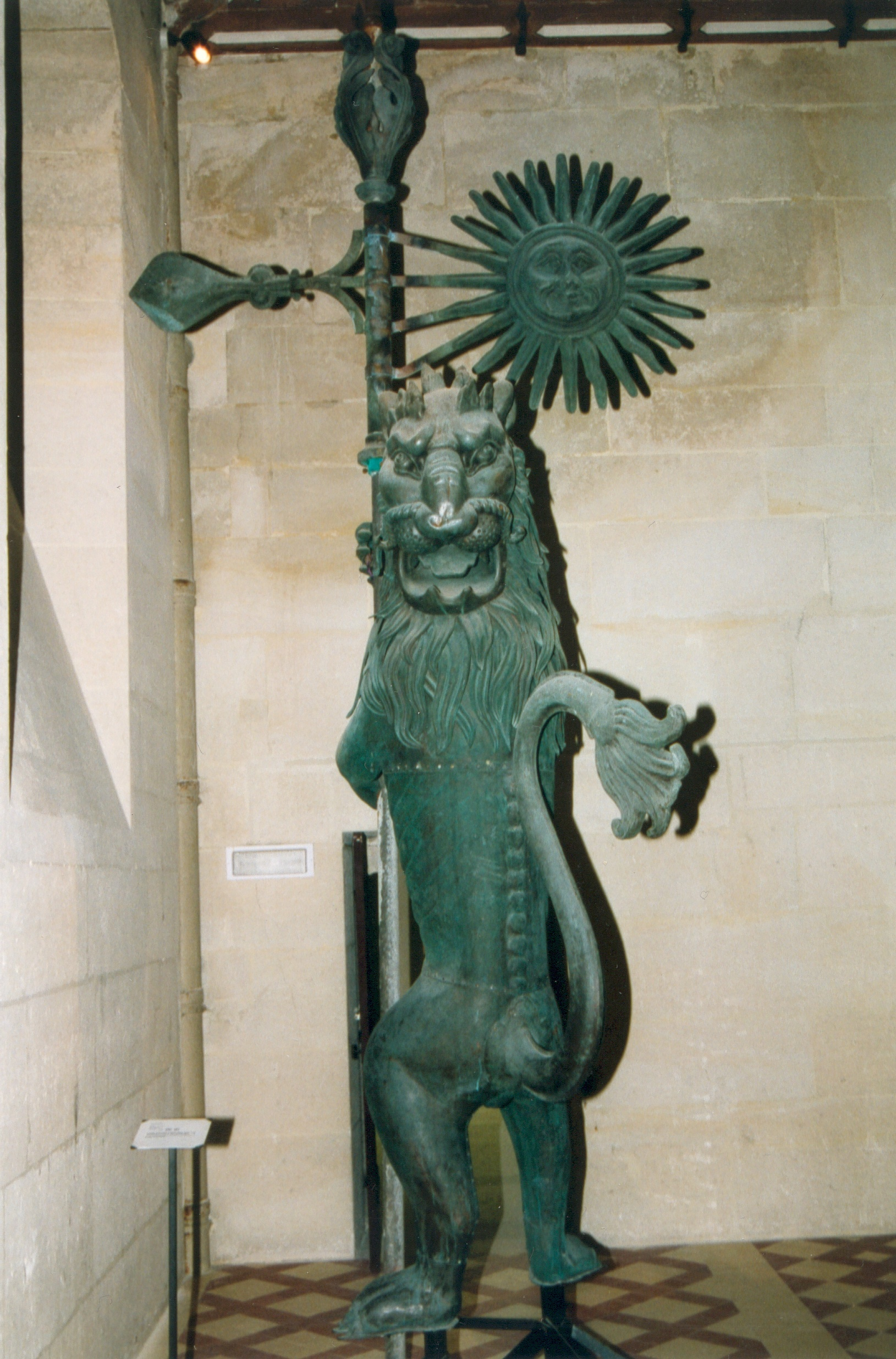
Flèche du beffroi d'Arras.
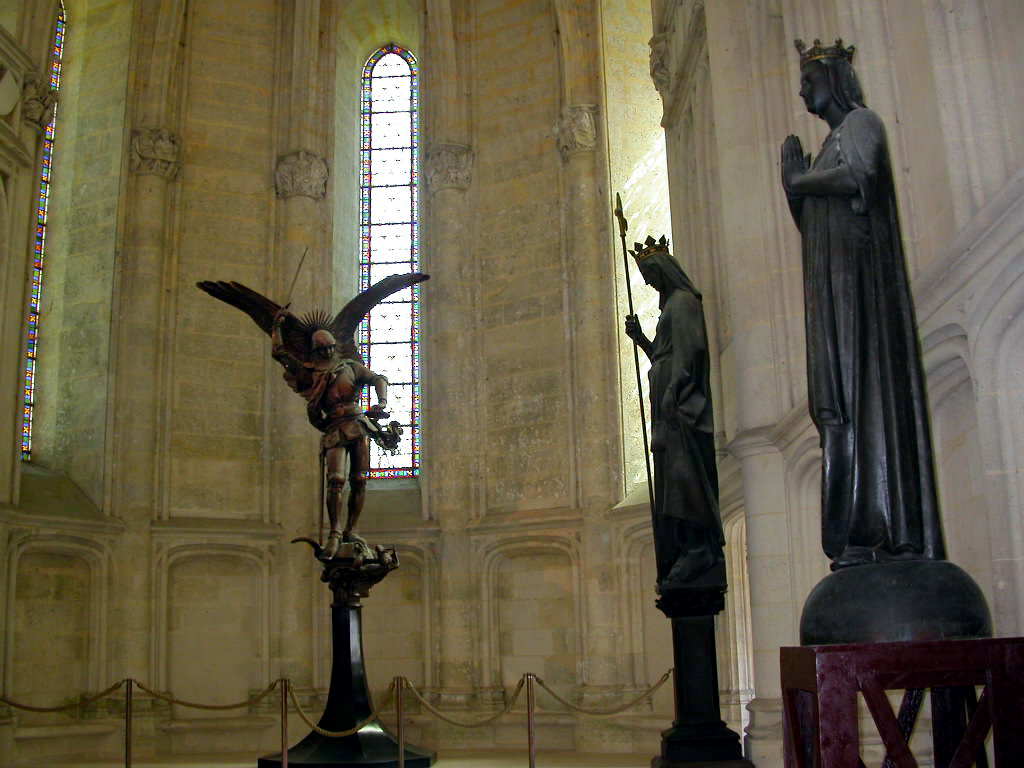
Sculptures (dont Saint-Michel) de la chapelle.
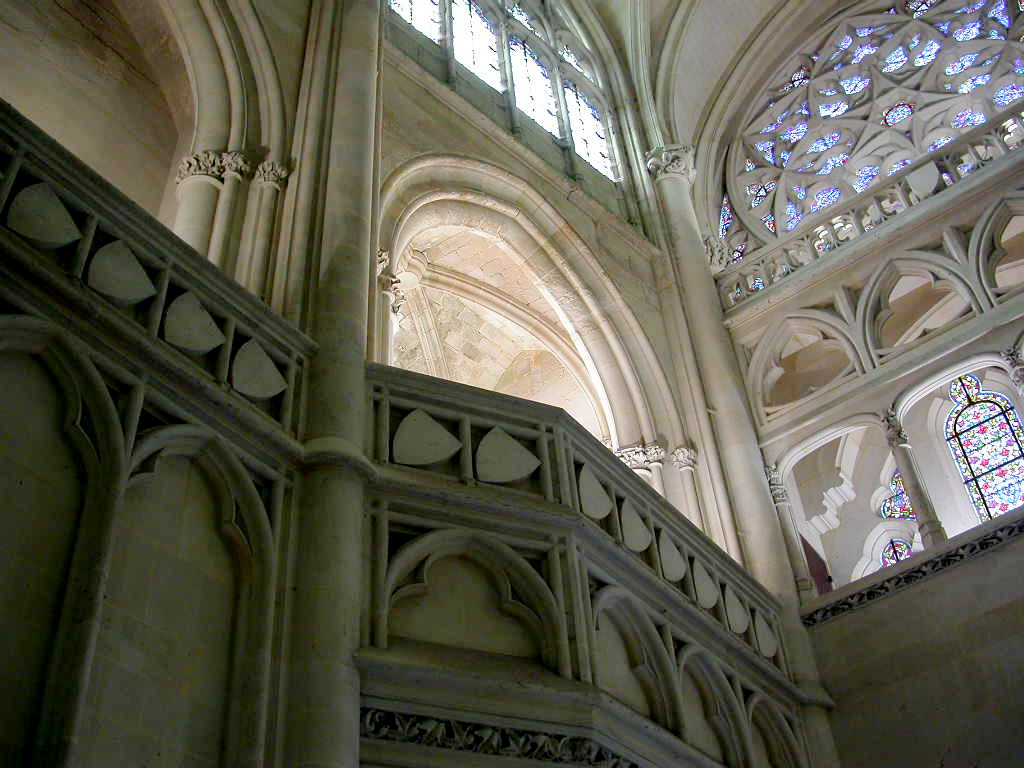
Haut de l'intérieur de la chapelle.
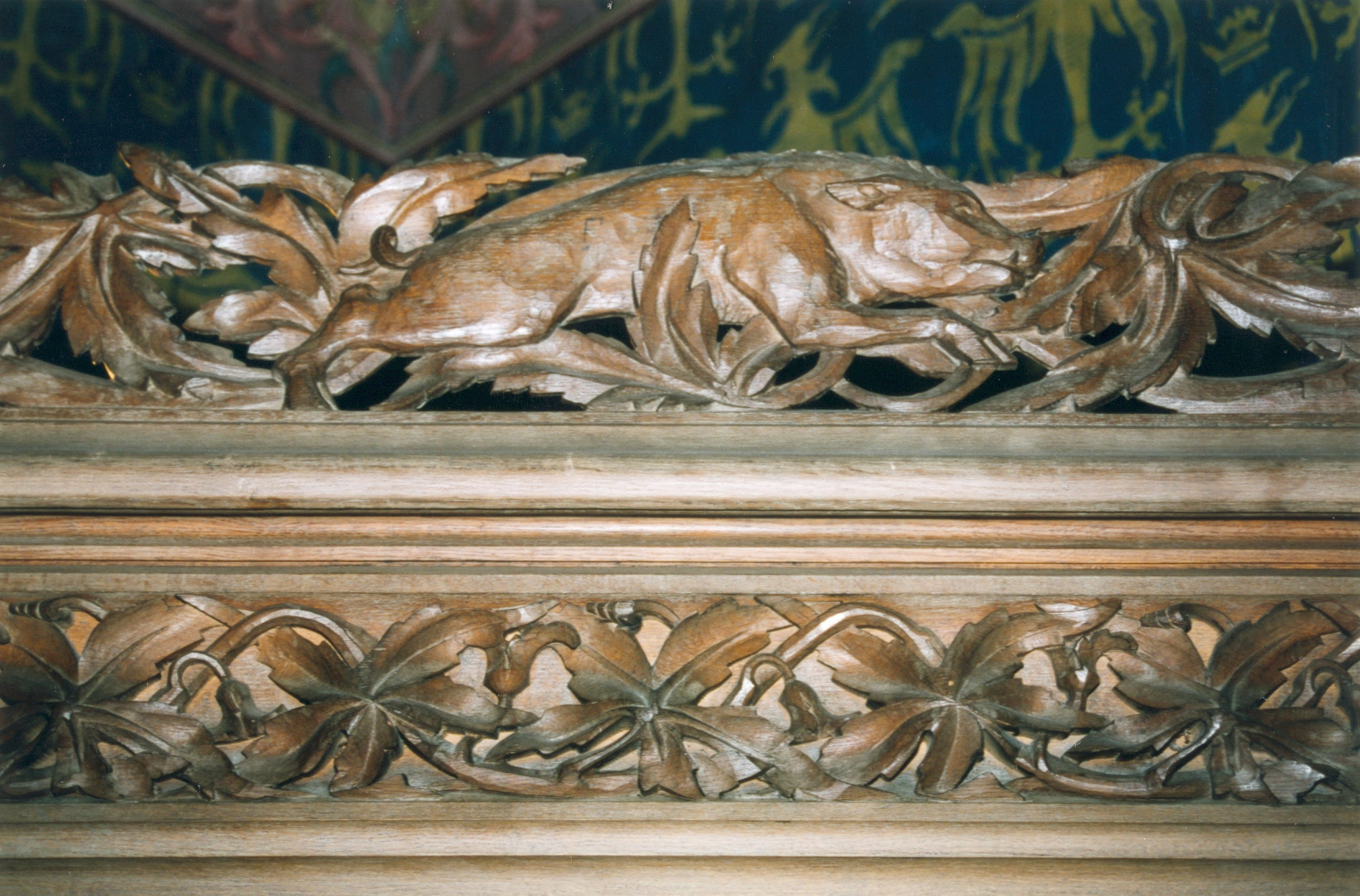
Détail de boiserie.
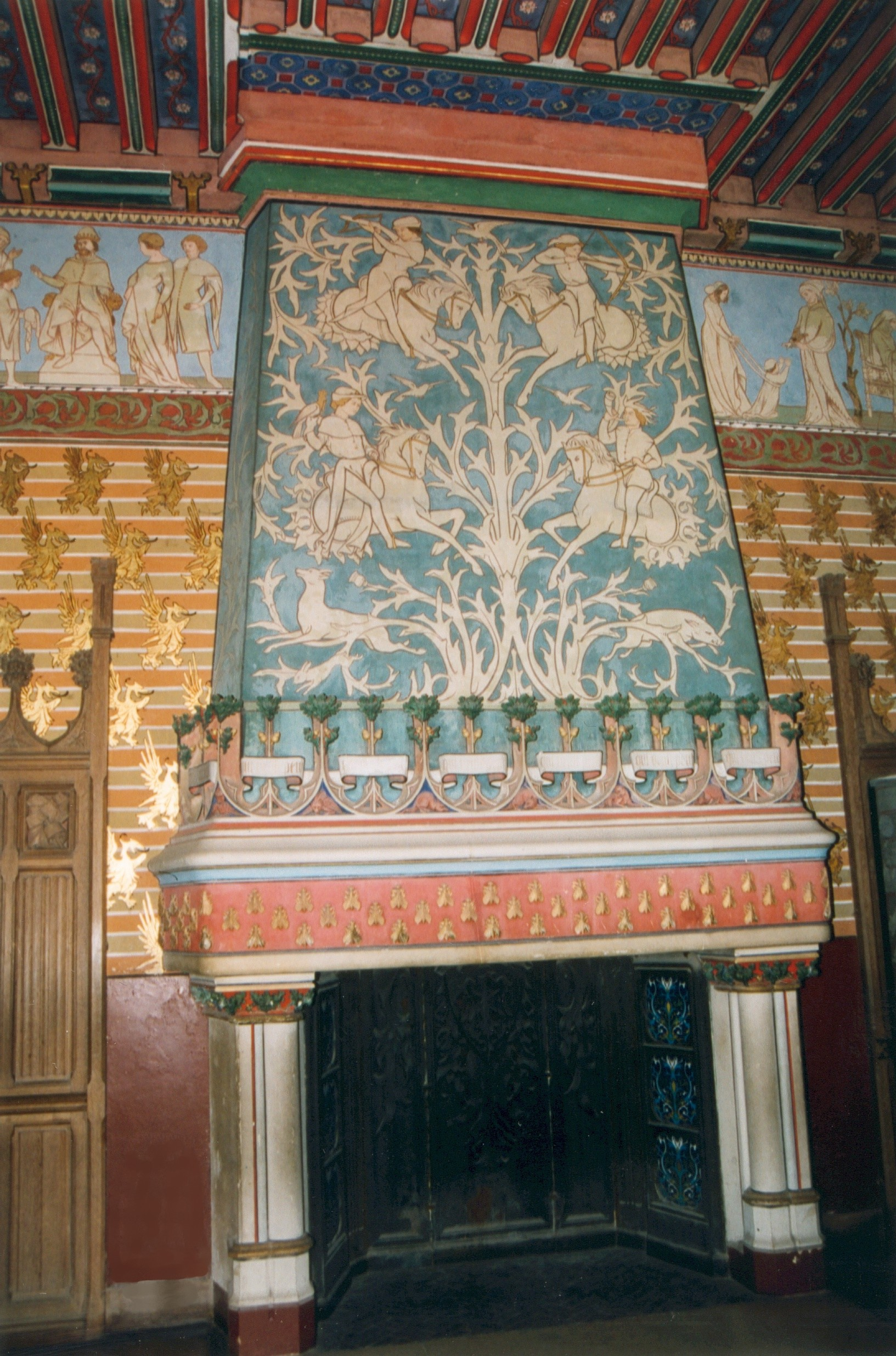
Cheminée dans le cabinet.
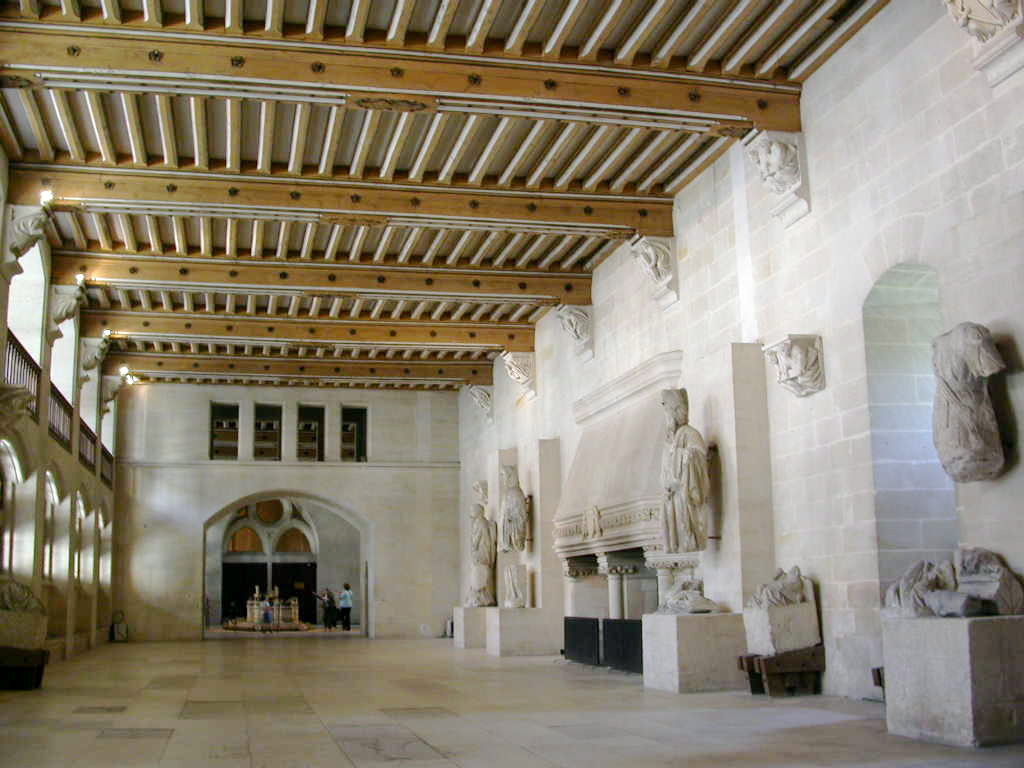
La salle des gardes.
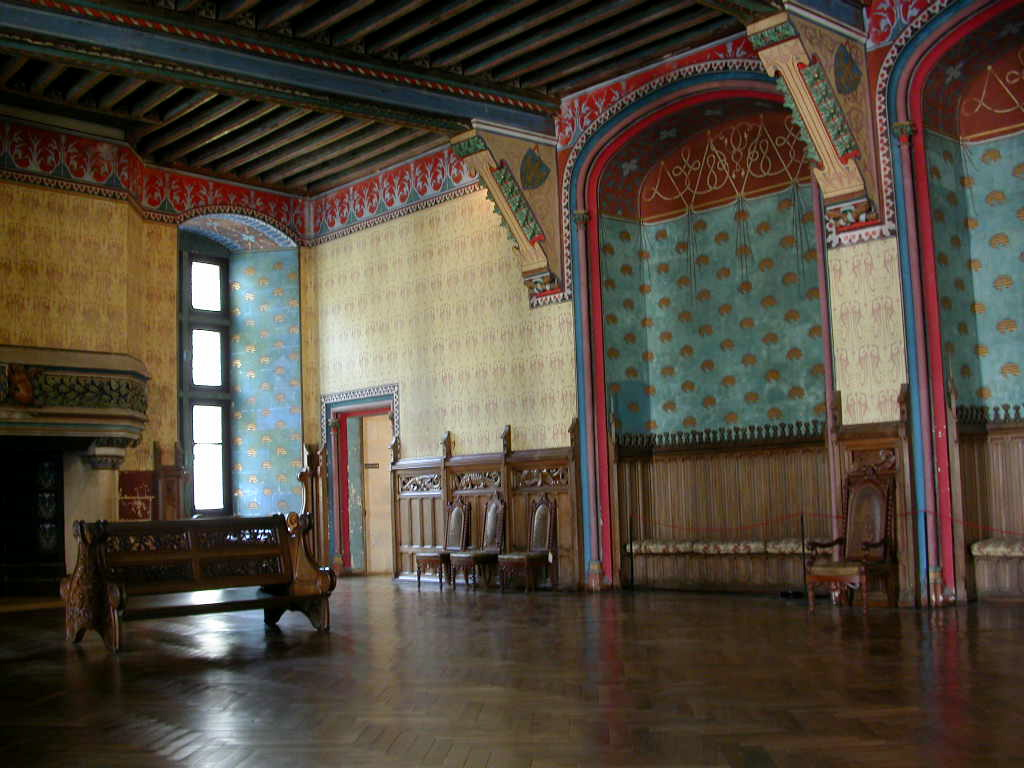
Le salon de réception.
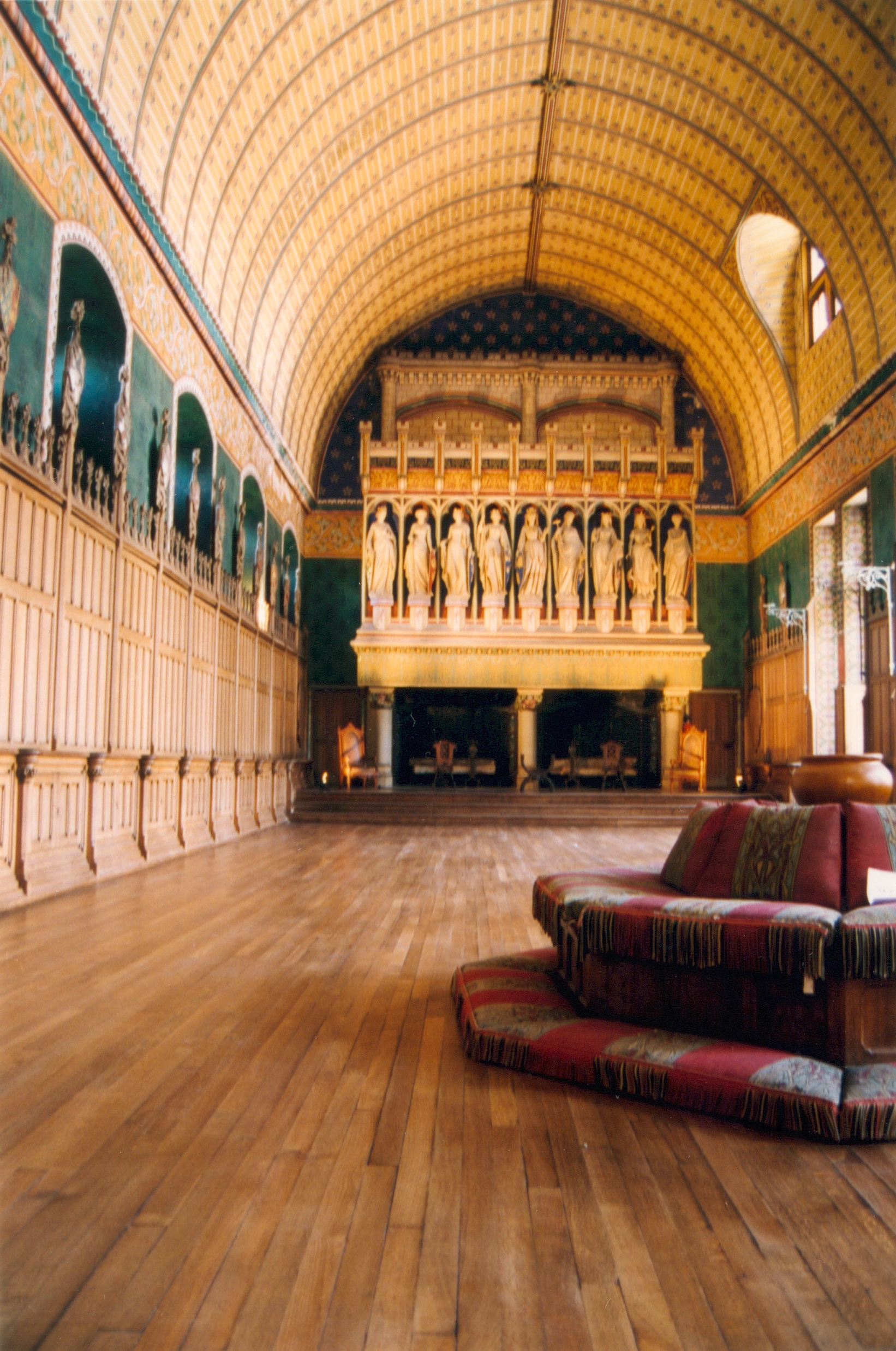
La salle des preuses.